# Leichtathletik-Weltmeisterschaften 2019/800 m der Frauen

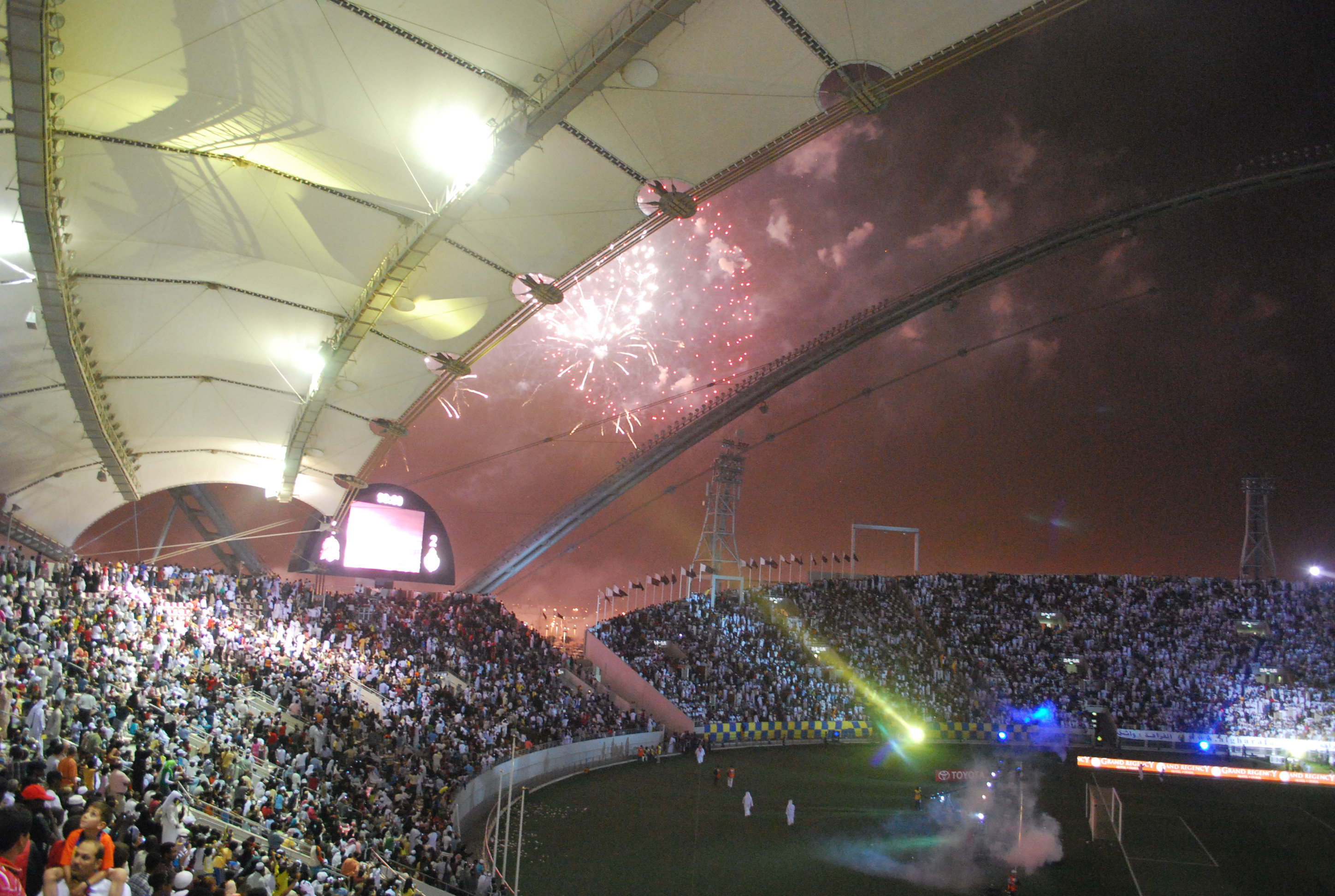
Das Khalifa International Stadium während des Emir Cups im Jahr 2009

Der 800-Meter-Lauf der Frauen bei den Leichtathletik-Weltmeisterschaften 2019 fand am 27., 28. und 30. September 2019 im Khalifa International Stadium der katarischen Hauptstadt Doha statt.
41 Athletinnen aus 28 Ländern nahmen an dem Wettbewerb teil.
Die US-amerikanischen Mittelstreckenlerinnen errangen in diesem Wettbewerb mit Silber und Bronze zwei Medaillen. Weltmeisterin wurde Halimah Nakaayi aus Uganda mit einem neuen Landesrekord von 1:58,04 min. Silber ging in 1:58,18 min an Raevyn Rogers und Bronze sicherte sich wie bei den Weltmeisterschaften 2017 Ajeé Wilson mit 1:58,84 min.

## Rekorde
Vor dem Wettbewerb galten folgende Rekorde:
| Weltrekord               | Jarmila Kratochvílová | 1:53,28 min | München, BR Deutschland  | 26. Juli 1983  |
| Weltmeisterschaftsrekord | Jarmila Kratochvílová | 1:54,68 min | WM in Helsinki, Finnland | 9. August 1983 |

Der bereits bei den ersten Weltmeisterschaften 1983 aufgestellte WM-Rekord wurde auch hier in Doha nicht erreicht.
Die Weltmeisterin Halimah Nakaayi aus Uganda stellte im Finale am 30. September mit 1:58,04 min einen Landesrekord auf.

## Vorläufe
Aus den sechs Vorläufen qualifizierten sich die jeweils drei Ersten jedes Laufes – hellblau unterlegt – und zusätzlich die sechs Zeitschnellsten – hellgrün unterlegt – für das Halbfinale.

### Lauf 1

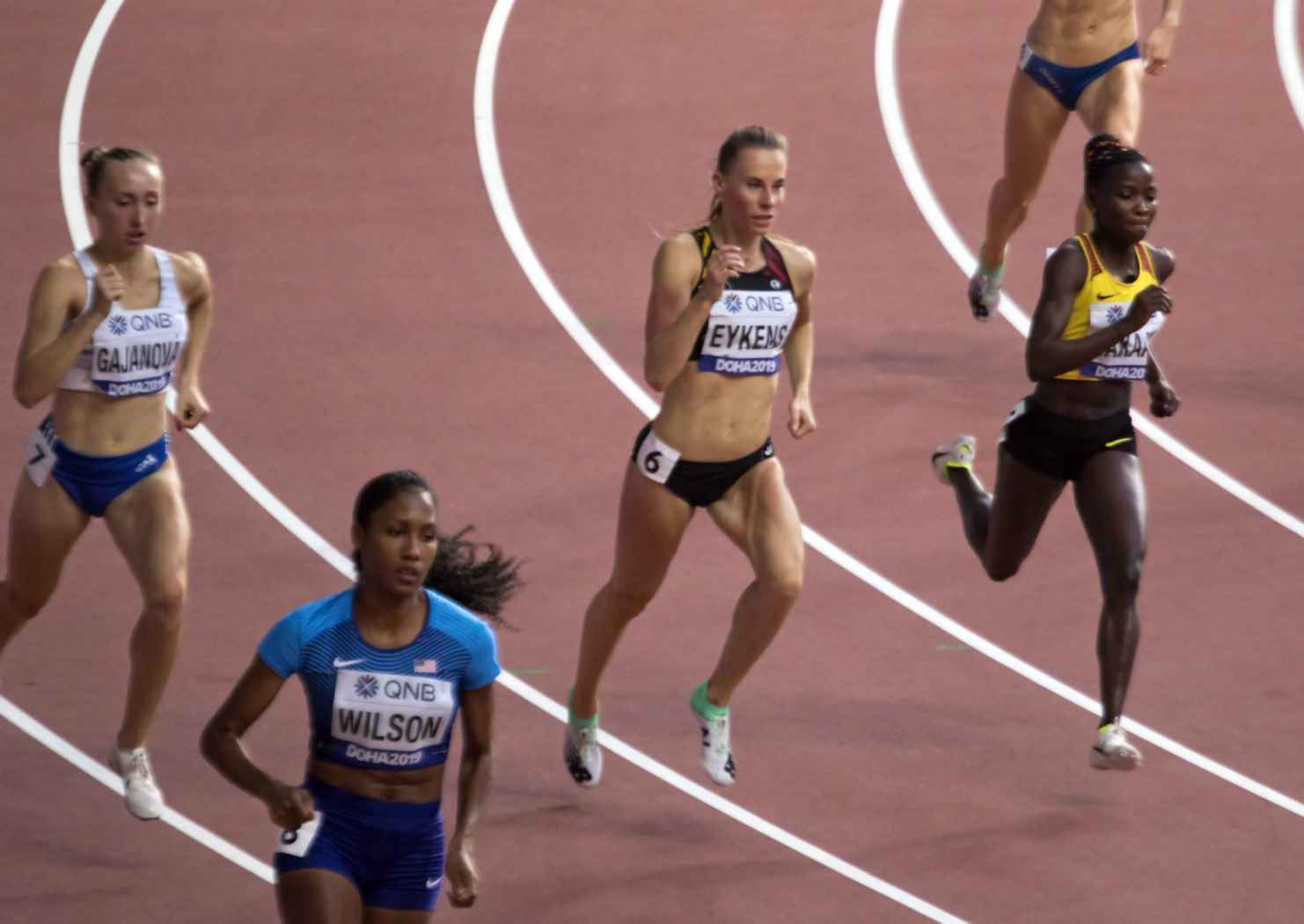
Der erste Vorlauf in der Anfangsphase

27. September 2019, 17:10 Uhr Ortszeit (16:10 Uhr MESZ)
| Platz | Athletin          | Land        | Offizielle Zeit (min) | Tausendstelsek. (inoffiziell) |
| ----- | ----------------- | ----------- | --------------------- | ----------------------------- |
| 1     | Ajeé Wilson       | USA         | 2:02,10               |                               |
| 2     | Halimah Nakaayi   | Uganda      | 2:02,33               |                               |
| 3     | Hedda Hynne       | Norwegen    | 2:02,49               |                               |
| 4     | Christina Hering  | Deutschland | 2:03,15               | 2:03,142                      |
| 5     | Sara Kuivisto     | Finnland    | 2:03,15               | 2:03,143                      |
| 6     | Renée Eykens      | Belgien     | 2:03,65               |                               |
| 7     | Gabriela Gajanová | Slowakei    | 2:04,45               |                               |

Im ersten Vorlauf ausgeschiedene Läuferinnen:

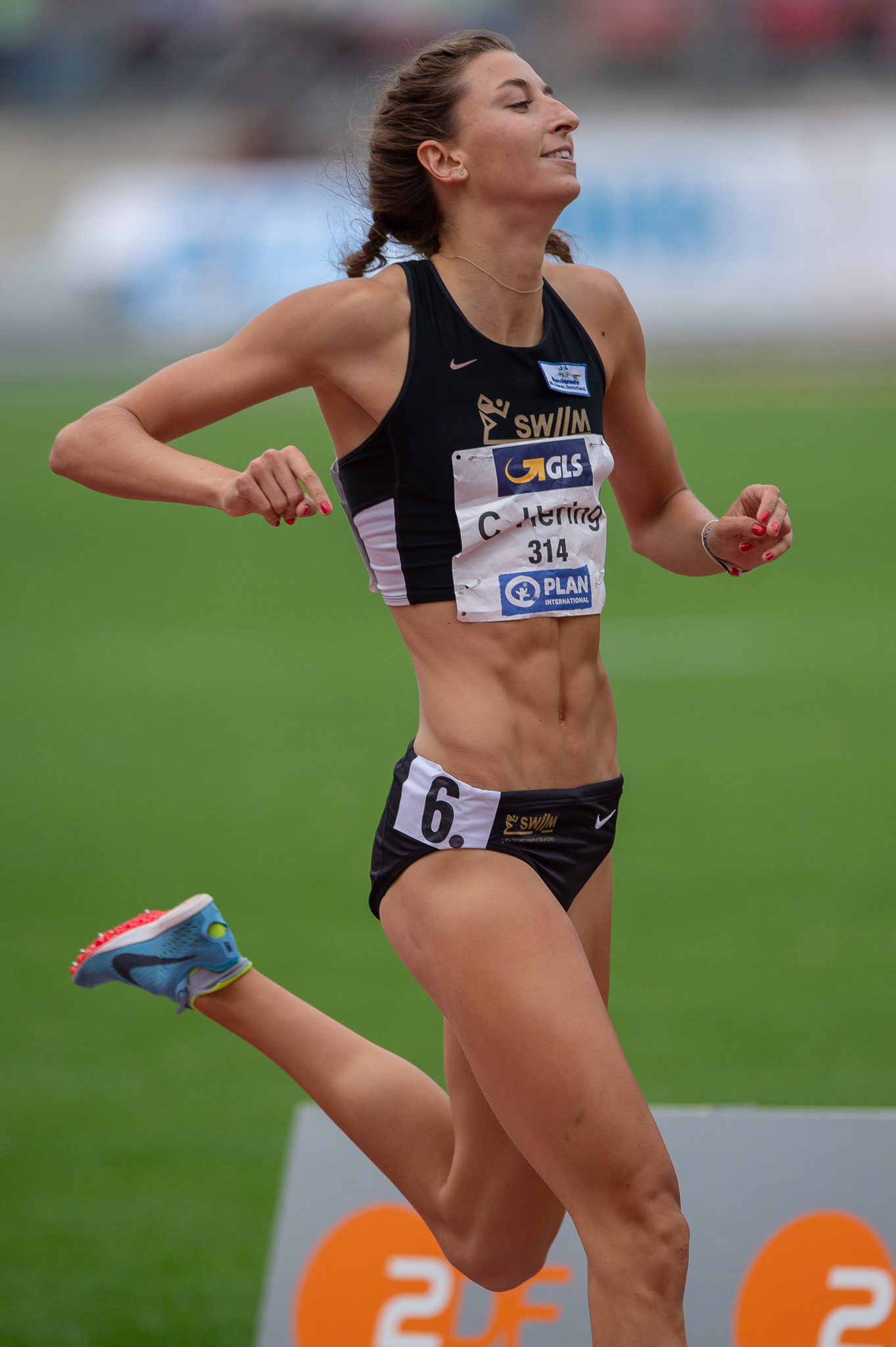
Christina Hering Rang vier in 2:03,15 min
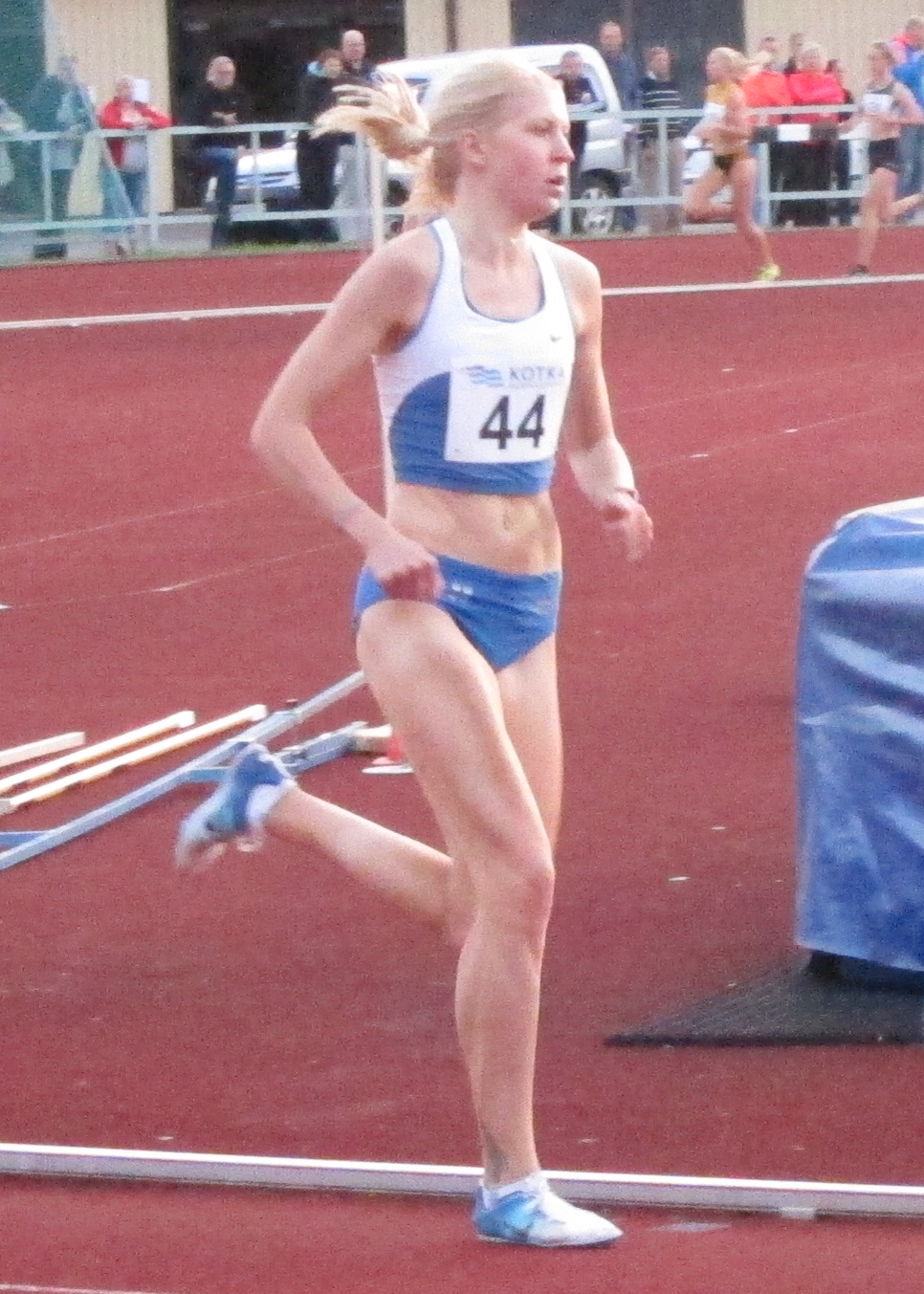
Sara Kuivisto Rang fünf in 2:03,15 min
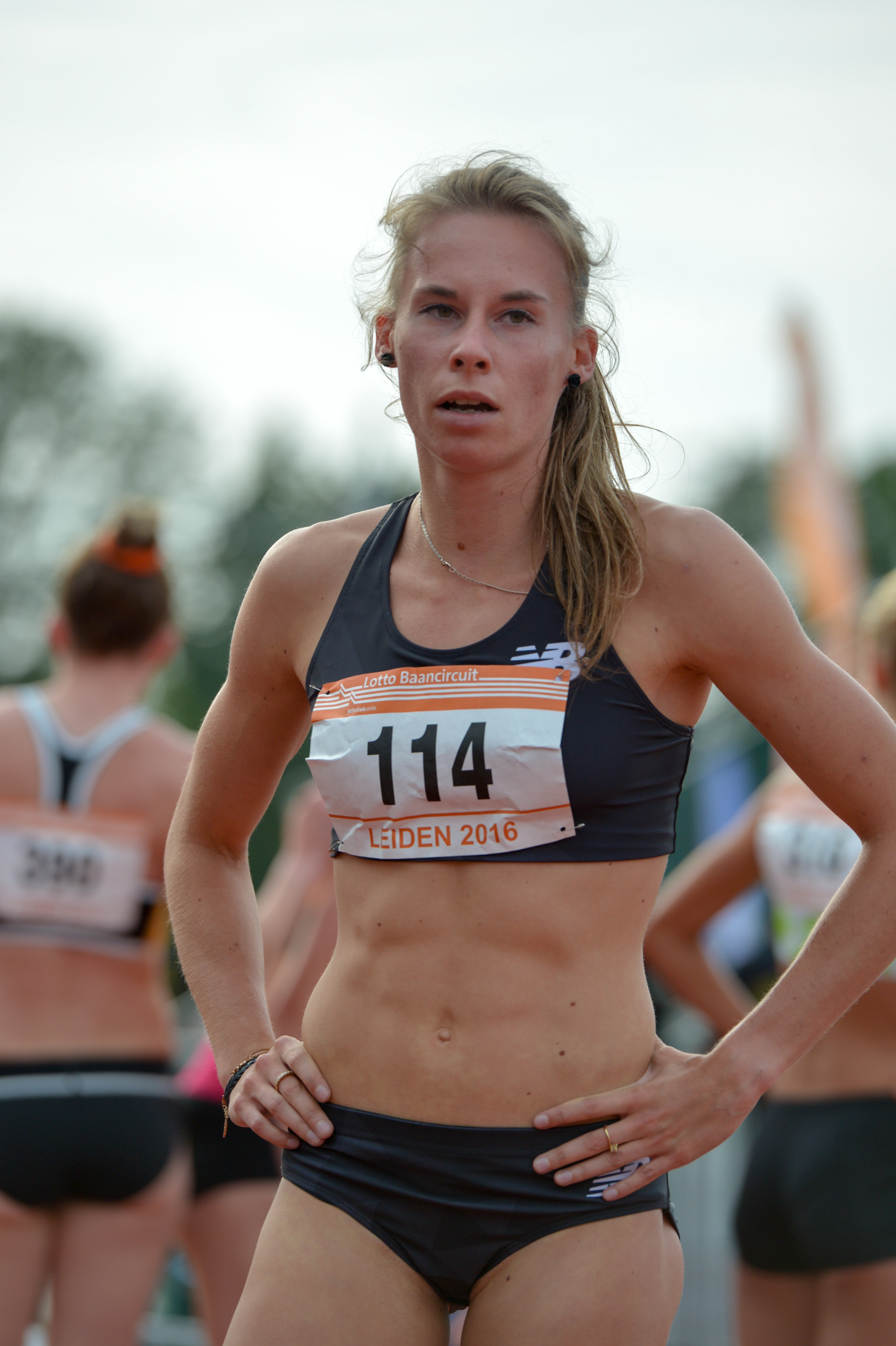
Renée Eykens Rang sechs in 2:03,65 min

### Lauf 2

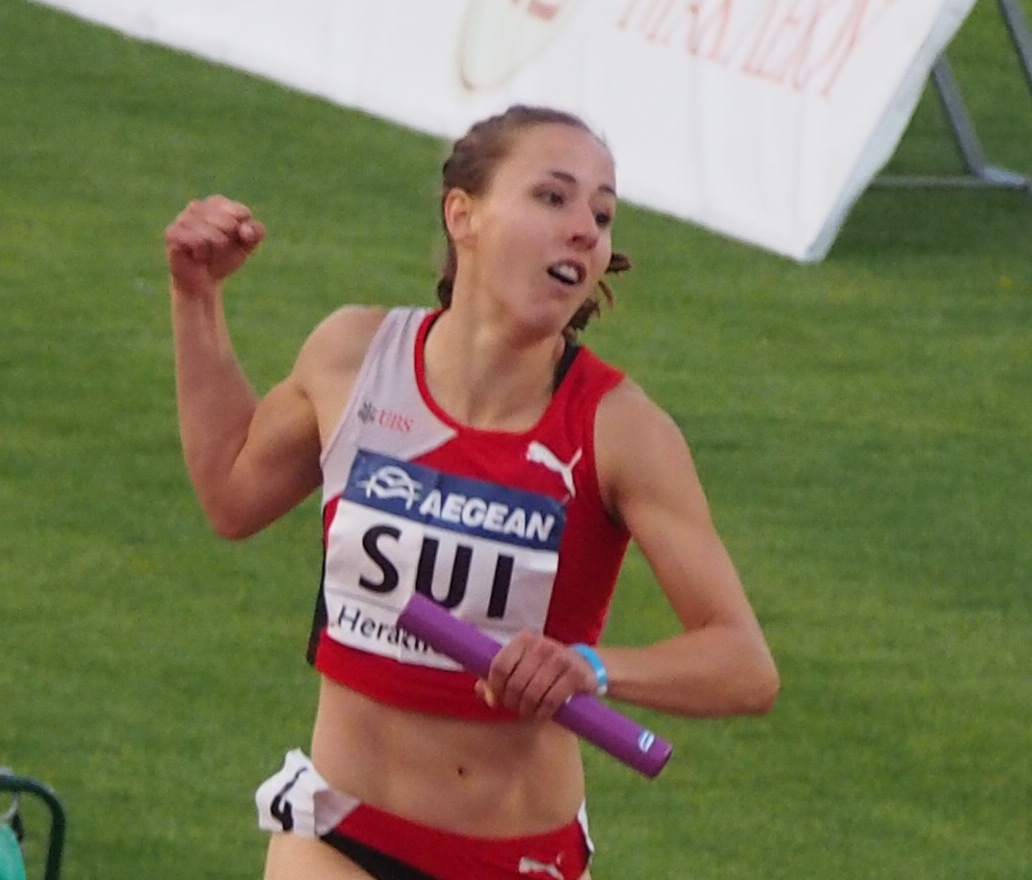
Selina Büchel – ausgeschieden als Sechste in 2:03,38 min
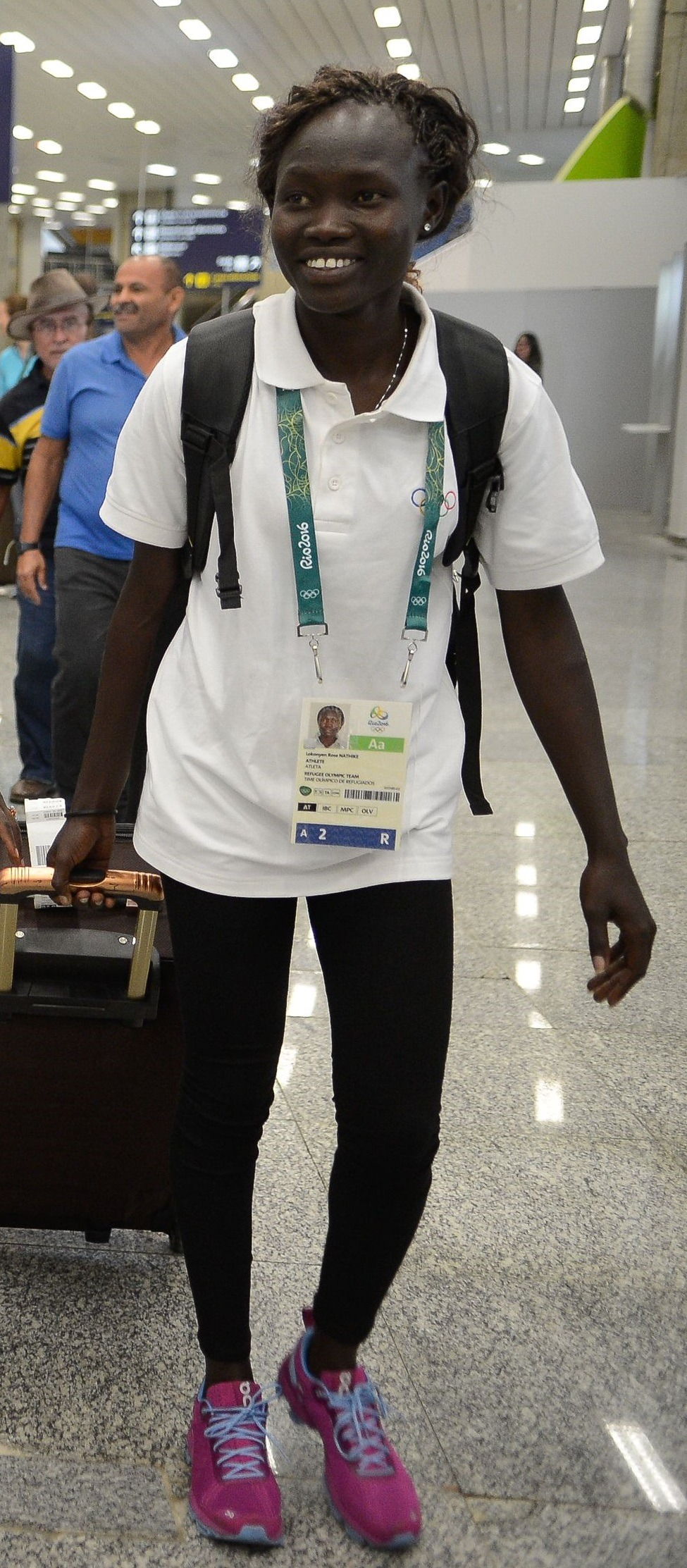
Rose Nathike Lokonyen – ausgeschieden als Siebte in 2:13,39 min

27. September 2019, 17:18 Uhr Ortszeit (16:18 Uhr MESZ)
| Platz | Athletin              | Land                 | Zeit (min) |
| ----- | --------------------- | -------------------- | ---------- |
| 1     | Raevyn Rogers         | USA                  | 2:02,01    |
| 2     | Shelayna Oskan-Clarke | Großbritannien       | 2:02,09    |
| 3     | Morgan Mitchell       | Australien           | 2:02,13    |
| 4     | Eunice Jepkoech Sum   | Kenia                | 2:02,17    |
| 5     | Anna Sabat            | Polen                | 2:02,43    |
| 6     | Selina Büchel         | Schweiz              | 2:03,38    |
| 7     | Rose Nathike Lokonyen | Athlete Refugee Team | 2:13,39 PB |

### Lauf 3
27. September 2019, 17:26 Uhr Ortszeit (16:26 Uhr MESZ)
| Platz | Athletin            | Land        | Zeit (min) |
| ----- | ------------------- | ----------- | ---------- |
| 1     | Winnie Nanyondo     | Uganda      | 2:00,36    |
| 2     | Katharina Trost     | Deutschland | 2:01,45    |
| 3     | Halima Hachlaf      | Marokko     | 2:01,50    |
| 4     | Lindsey Butterworth | Kanada      | 2:01,64    |
| 5     | Līga Velvere        | Lettland    | 2:02,93    |
| 6     | Catriona Bisset     | Australien  | 2:05,33    |

### Lauf 4

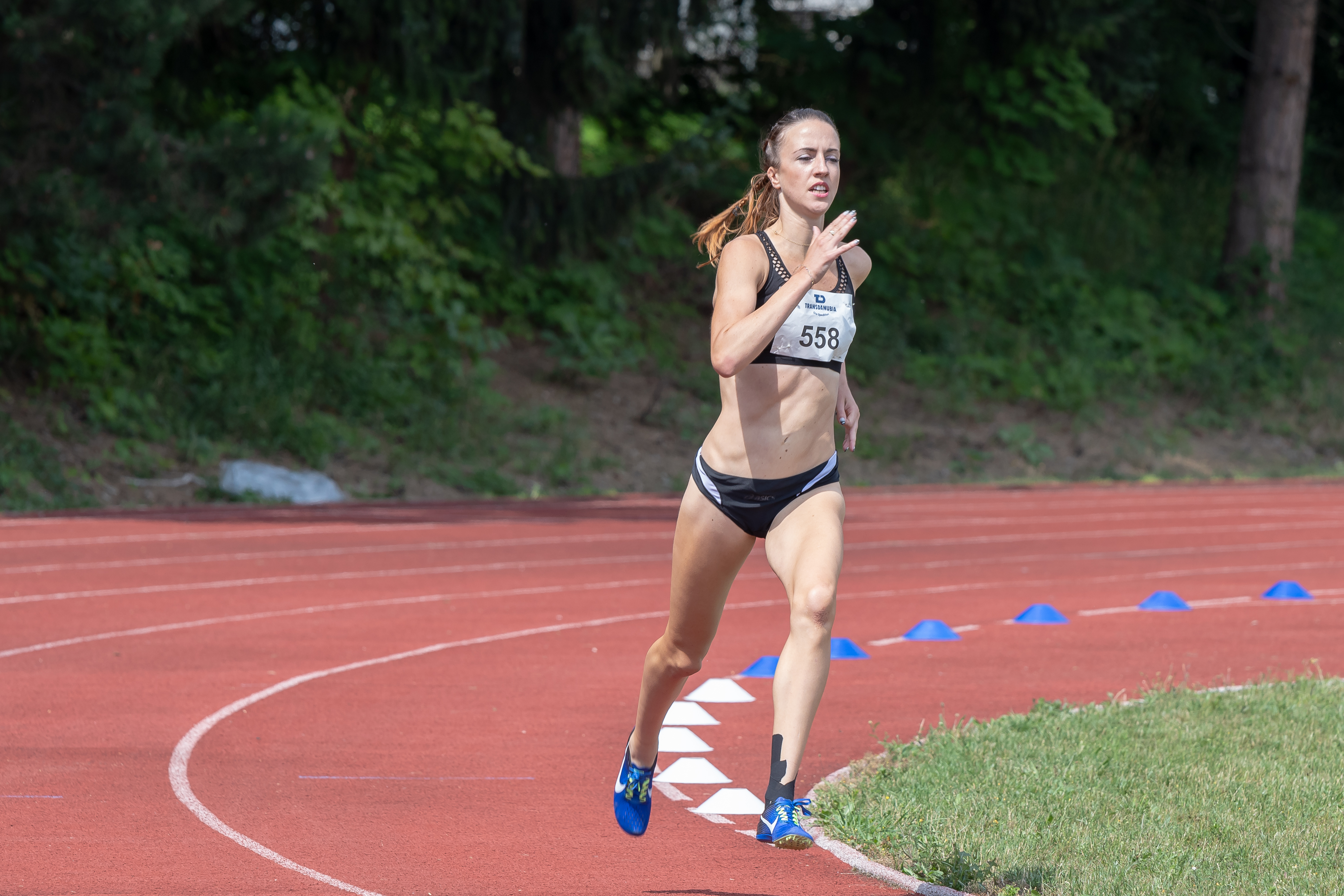
Diana Mezuliáníková – ausgeschieden als Sechste in 2:03,48 min
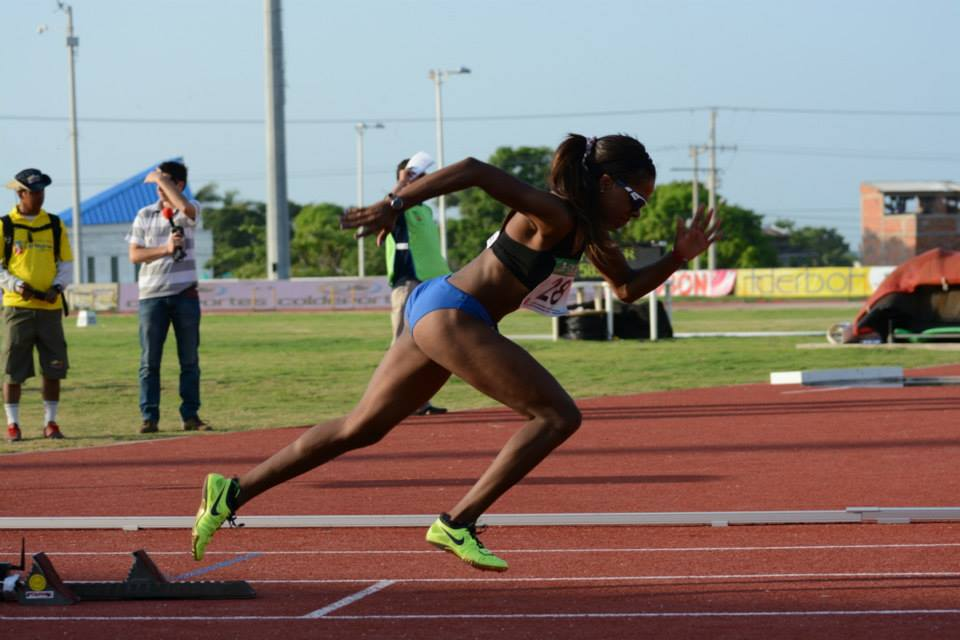
Déborah Rodríguez – ausgeschieden als Siebte in 2:03,80 min

27. September 2019, 17:34 Uhr Ortszeit (16:34 Uhr MESZ)
| Platz | Athletin            | Land       | Zeit (min) |
| ----- | ------------------- | ---------- | ---------- |
| 1     | Natoya Goule        | Jamaika    | 2:01,01    |
| 2     | Ce’Aira Brown       | USA        | 2:01,14    |
| 3     | Noélie Yarigo       | Benin      | 2:01,19    |
| 4     | Olha Ljachowa       | Ukraine    | 2:01,47    |
| 5     | Diribe Welteji      | Äthiopien  | 2:02,71    |
| 6     | Diana Mezuliáníková | Tschechien | 2:03,48    |
| 7     | Déborah Rodríguez   | Uruguay    | 2:03,80    |

### Lauf 5
27. September 2019, 17:42 Uhr Ortszeit (16:42 Uhr MESZ)
| Platz | Athletin               | Land                | Offizielle Zeit (min) | Tausendstelsek. (inoffiziell) |
| ----- | ---------------------- | ------------------- | --------------------- | ----------------------------- |
| 1     | Natalija Pryschtschepa | Ukraine             | 2:03,22               |                               |
| 2     | Wang Chunyu            | Volksrepublik China | 2:03,25               |                               |
| 3     | Alexandra Bell         | Großbritannien      | 2:03,34               |                               |
| 4     | Lore Hoffmann          | Schweiz             | 2:03,40               | 2:03,392                      |
| 5     | Malika Akkaoui         | Marokko             | 2:03,40               | 2:03,393                      |
| 6     | Lovisa Lindh           | Schweden            | 2:03,72               |                               |
| 7     | Hanna Green            | USA                 | 2:04,37               |                               |

Im fünften Vorlazf ausgeschiedene Läuferinnen:

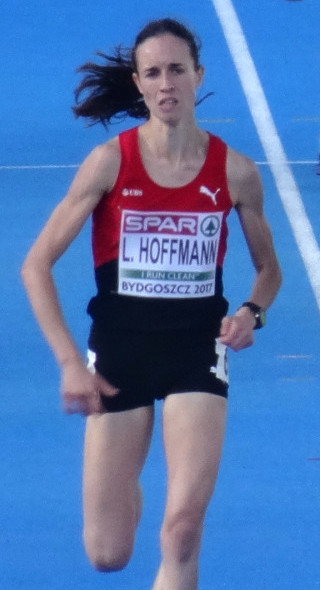
Lore Hoffmann Rang vier in 2:03,40 min
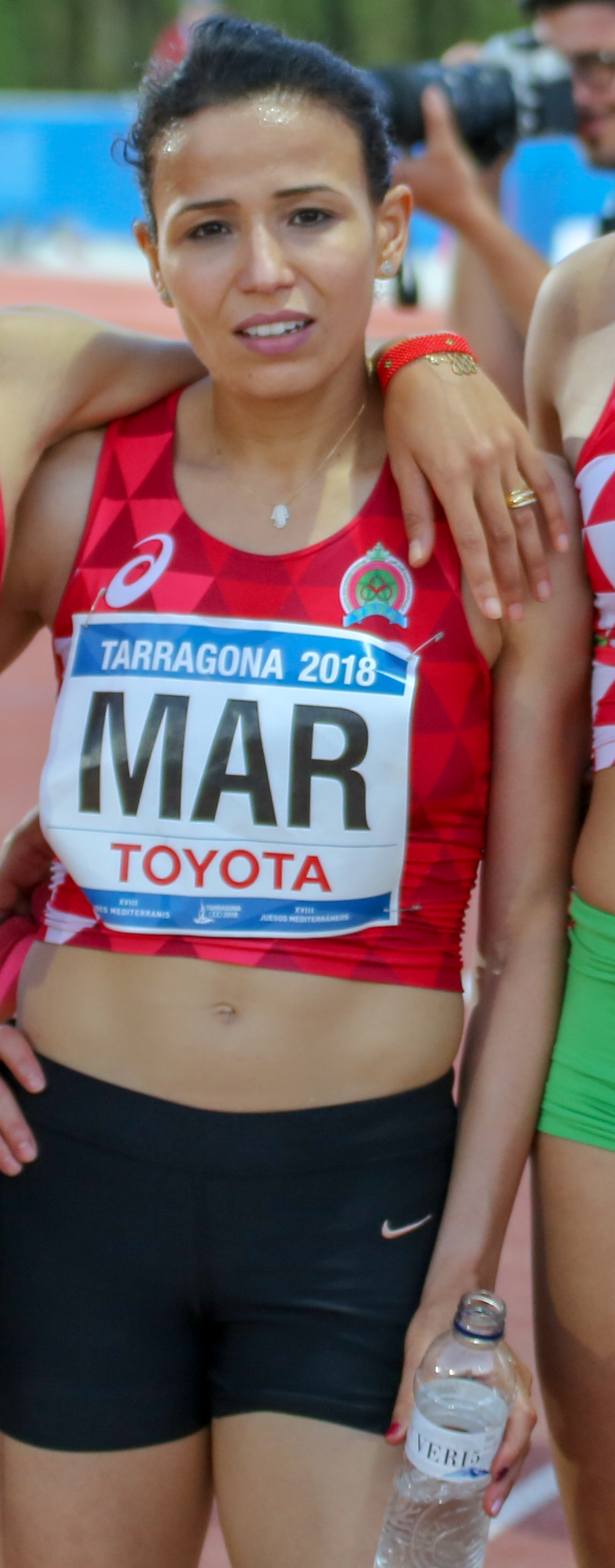
Malika Akkaoui Rang fünf in 2:03,40 min
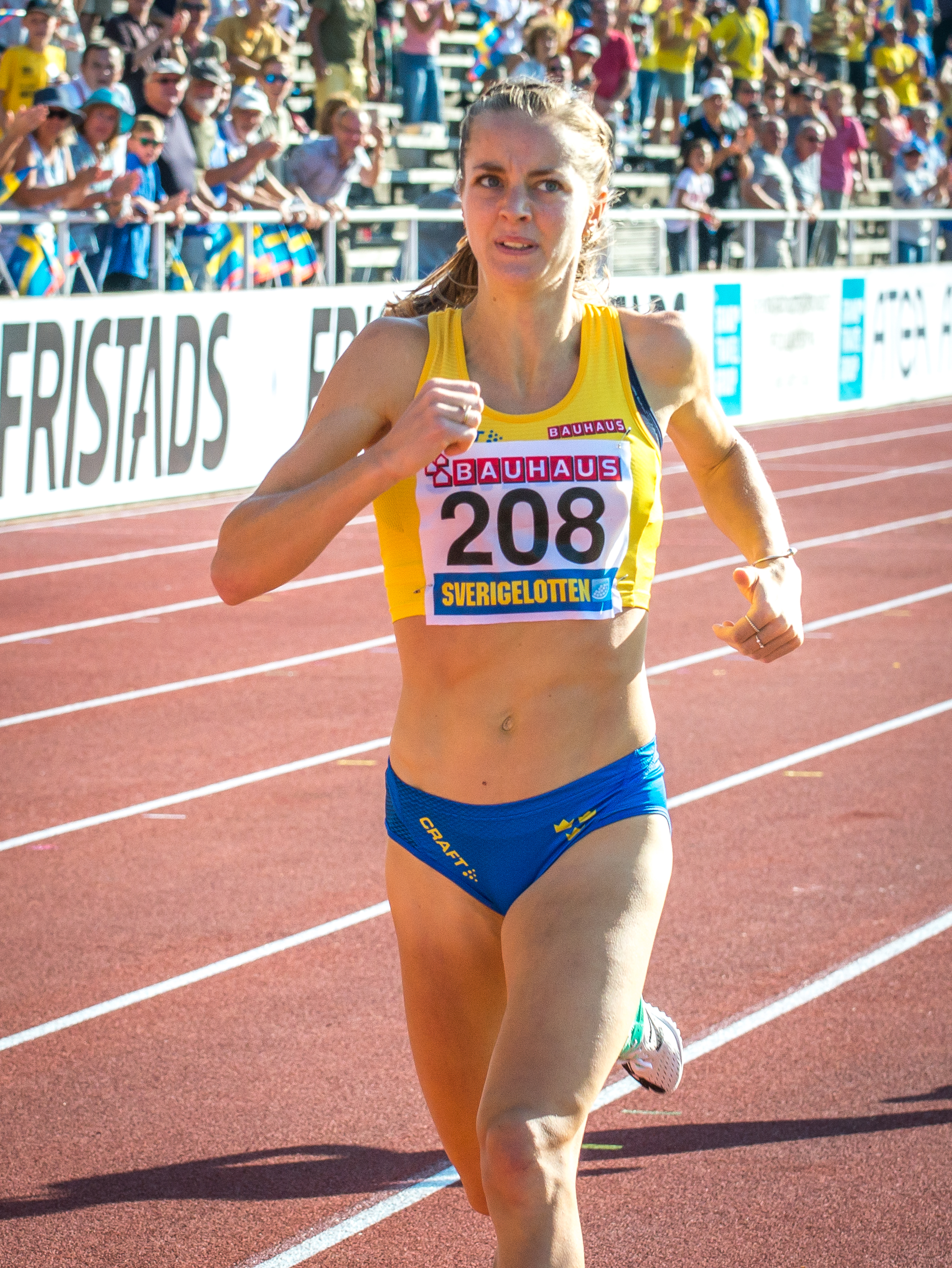
Lovisa Lindh Rang sechs in 2:03,72 min

### Lauf 6

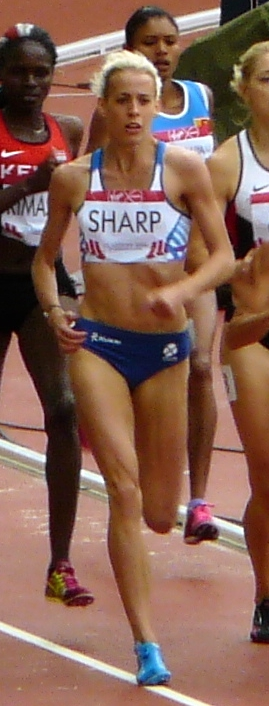
Lynsey Sharp – ausgeschieden als te Vierin 2:03,57 min
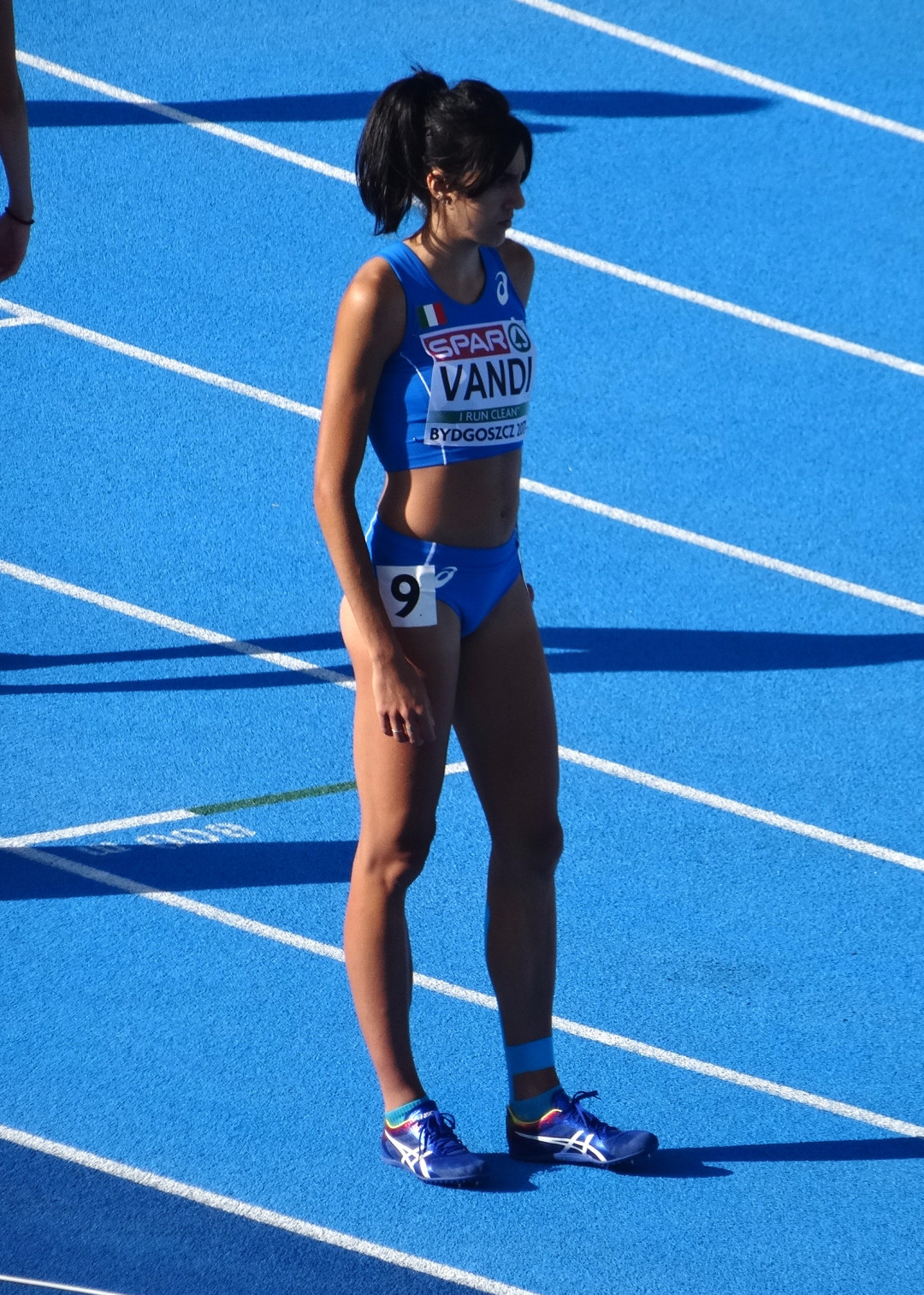
Eleonora Vandi – ausgeschieden als Sechste in 2:04,98 min

27. September 2019, 17:50 Uhr Ortszeit (16:50 Uhr MESZ)
| Platz | Athletin          | Land           | Zeit (min) |
| ----- | ----------------- | -------------- | ---------- |
| 1     | Rénelle Lamote    | Frankreich     | 2:03,36    |
| 2     | Rose Mary Almanza | Kuba           | 2:03,42    |
| 3     | Rababe Arafi      | Marokko        | 2:03,44    |
| 4     | Lynsey Sharp      | Großbritannien | 2:03,57    |
| 5     | Carley Thomas     | Australien     | 2:04,65    |
| 6     | Eleonora Vandi    | Italien        | 2:04,98    |
|       | Tsepang Sello     | Lesotho        | DSQ 1      |

## Halbfinale
Aus den drei Halbfinalläufen qualifizierten sich die jeweils zwei Ersten jedes Laufes – hellblau unterlegt – und zusätzlich die zwei Zeitschnellsten – hellgrün unterlegt – für das Finale.

### Lauf 1
28. September 2019, 19:15 Uhr Ortszeit (18:15 Uhr MESZ)
| Platz | Athletin            | Land           | Zeit (min) |
| ----- | ------------------- | -------------- | ---------- |
| 1     | Raevyn Rogers       | USA            | 1:59,57    |
| 2     | Winnie Nanyondo     | Uganda         | 1:59,75    |
| 3     | Olha Ljachowa       | Ukraine        | 2:00,72    |
| 4     | Lindsey Butterworth | Kanada         | 2:00,74    |
| 5     | Alexandra Bell      | Großbritannien | 2:01,23    |
| 6     | Halima Hachlaf      | Marokko        | 2:01,30    |
| 7     | Katharina Trost     | Deutschland    | 2:01,77    |
| 8     | Līga Velvere        | Lettland       | 2:06,99    |

Im ersten Halbfinale ausgeschiedene Läuferinnen:

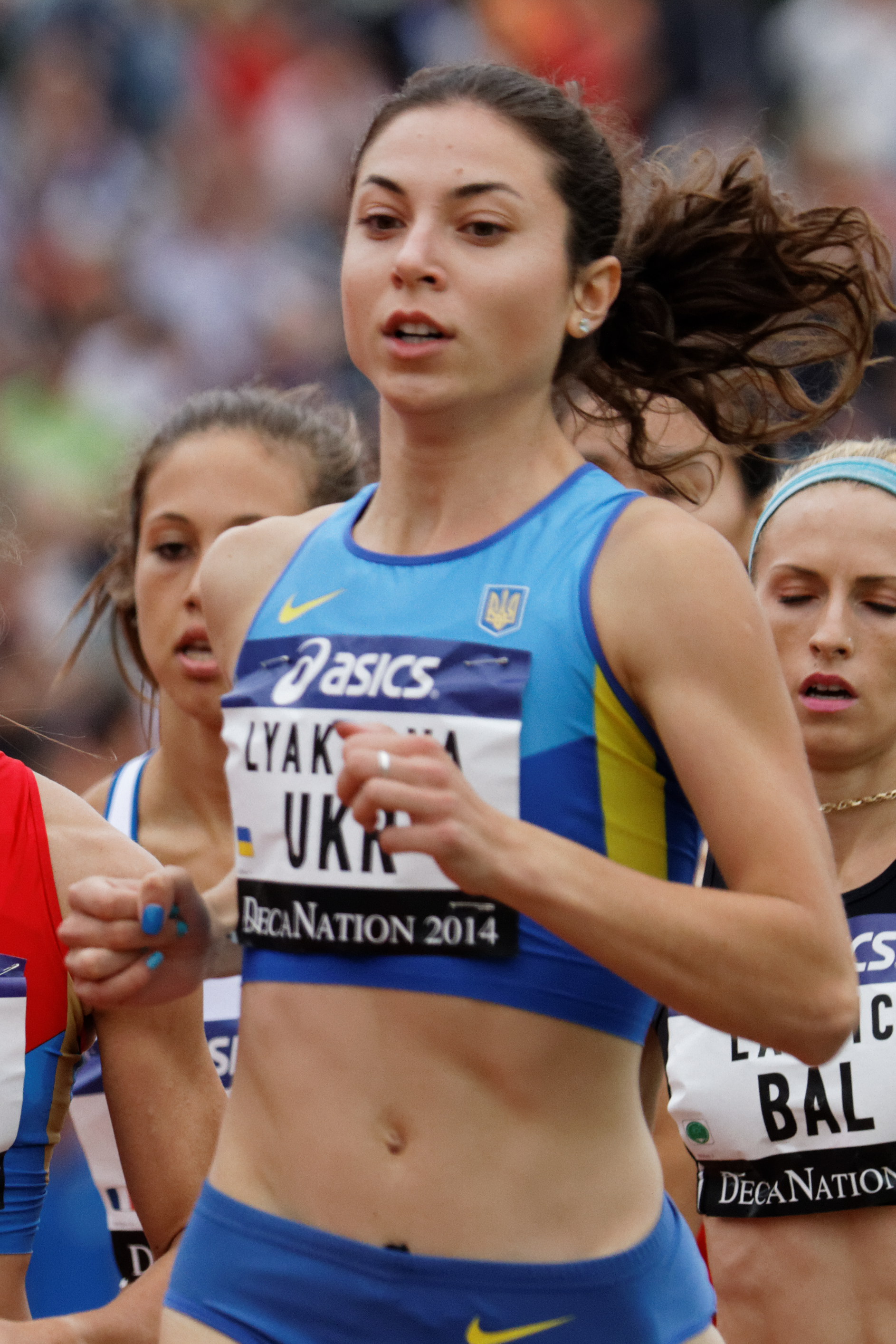
Olha Ljachowa Rang drei in 2:00,72 min
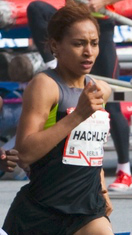
Halima Hachlaf Rang sechs in 2:01,30 min
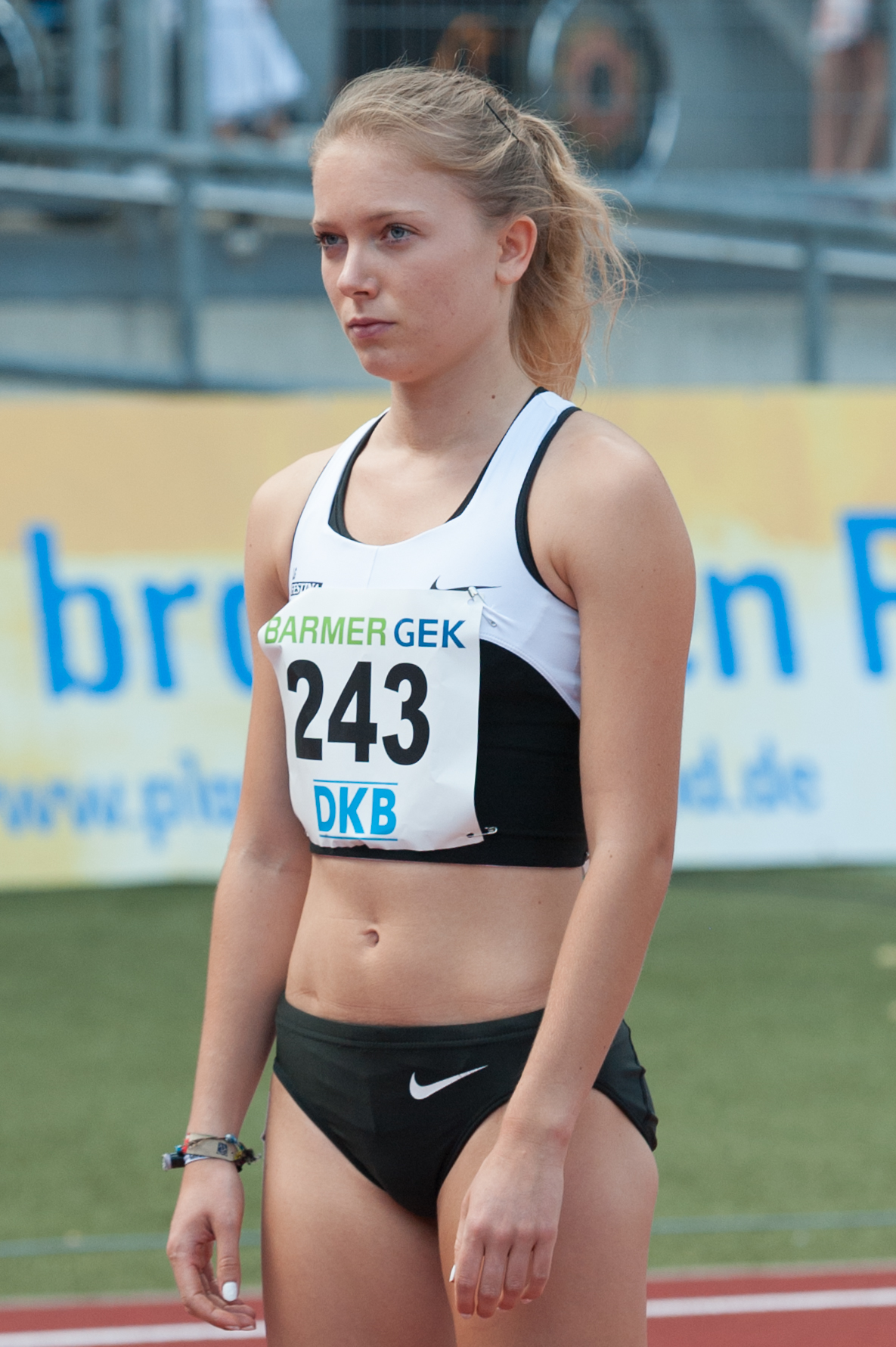
Katharina Trost Rang sieben in 2:01,77 min
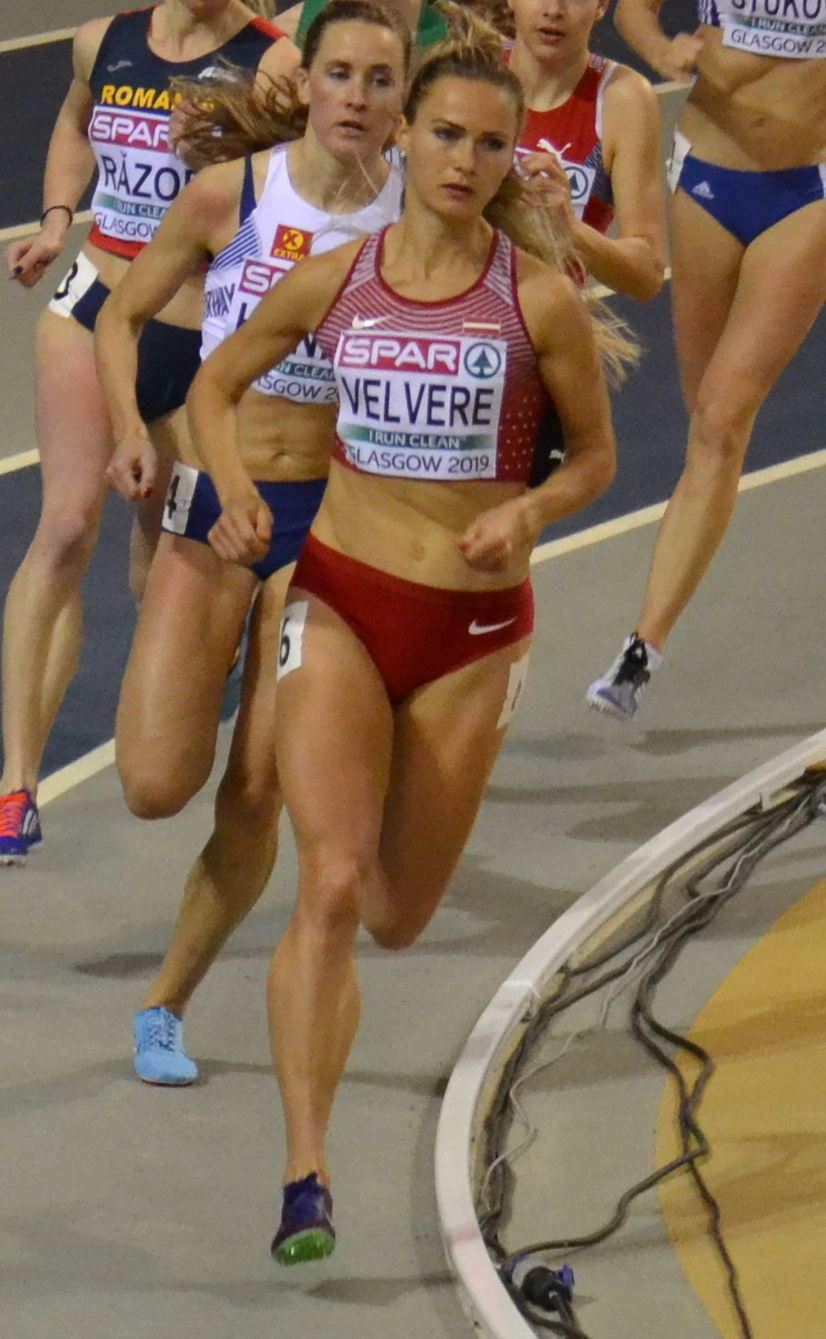
Līga Velvere Rang acht in 2:06,99 min

### Lauf 2
28. September 2019, 19:25 Uhr Ortszeit (18:25 Uhr MESZ)
| Platz | Athletin               | Land                | Zeit (min) |
| ----- | ---------------------- | ------------------- | ---------- |
| 1     | Ajeé Wilson            | USA                 | 2:00,31    |
| 2     | Rababe Arafi           | Marokko             | 2:00,80    |
| 3     | Hedda Hynne            | Norwegen            | 2:01,03    |
| 4     | Rose Mary Almanza      | Kuba                | 2:01,18    |
| 5     | Natalija Pryschtschepa | Ukraine             | 2:01,24    |
| 6     | Diribe Welteji         | Äthiopien           | 2:02,69    |
| 7     | Wang Chunyu            | Volksrepublik China | 2:02,84    |
| 8     | Shelayna Oskan-Clarke  | Großbritannien      | 2:10,89    |

Im zweiten Halbfinale ausgeschiedene Läuferinnen:

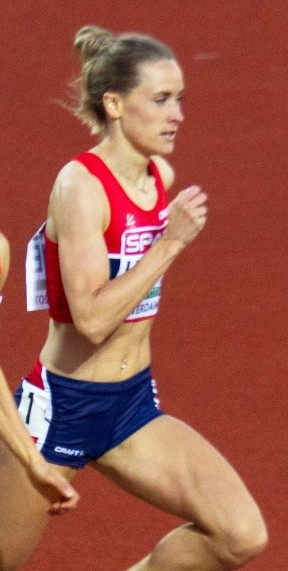
Hedda Hynne Rang drei in 2:01,03 min
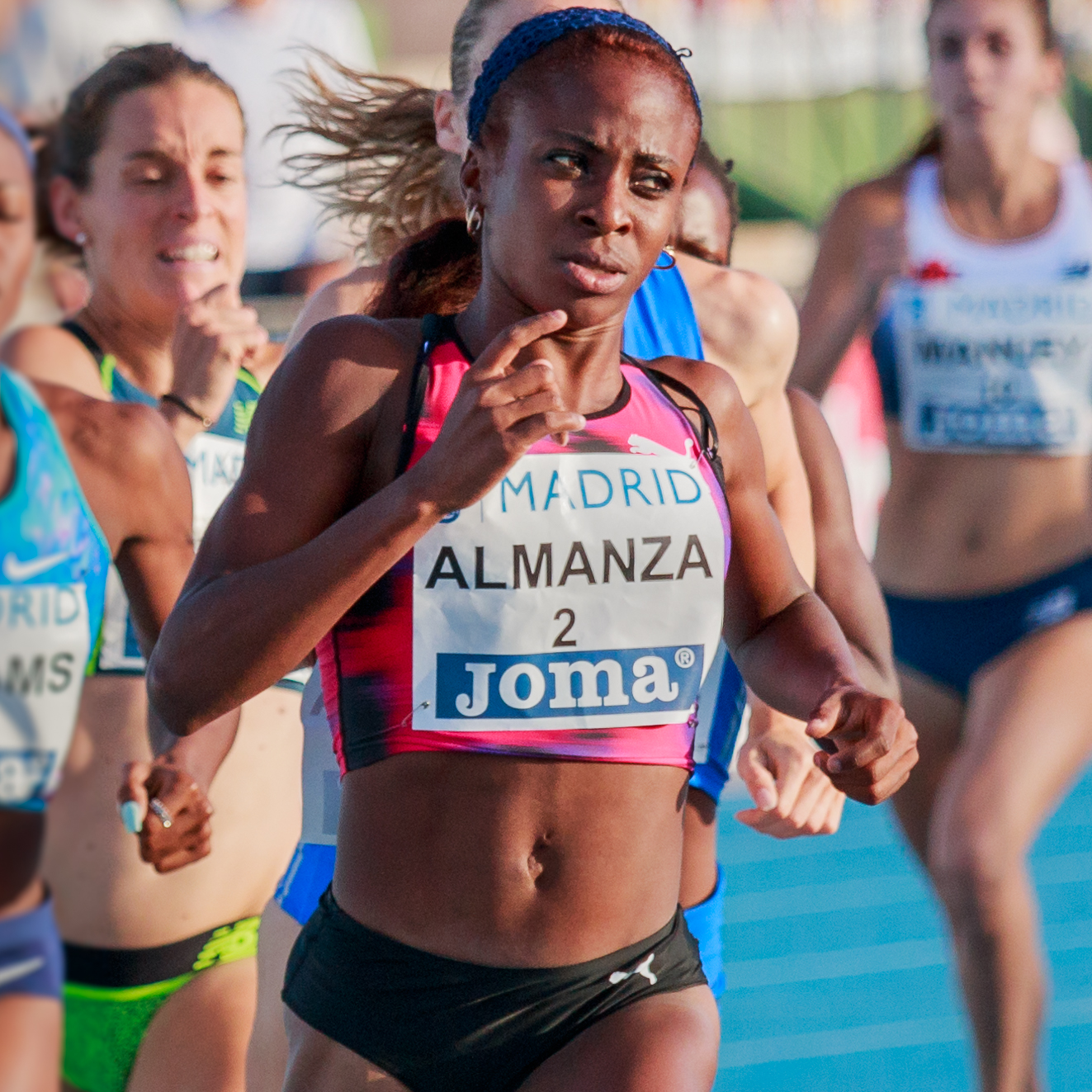
Rose Mary Almanza Rang vier in 2:01,18 min
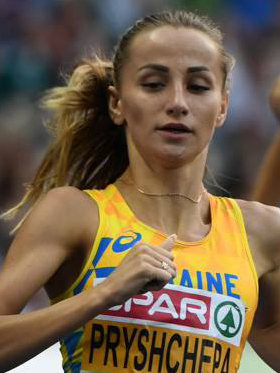
Natalija Pryschtschepa Rang fünf in 2:01,24 min
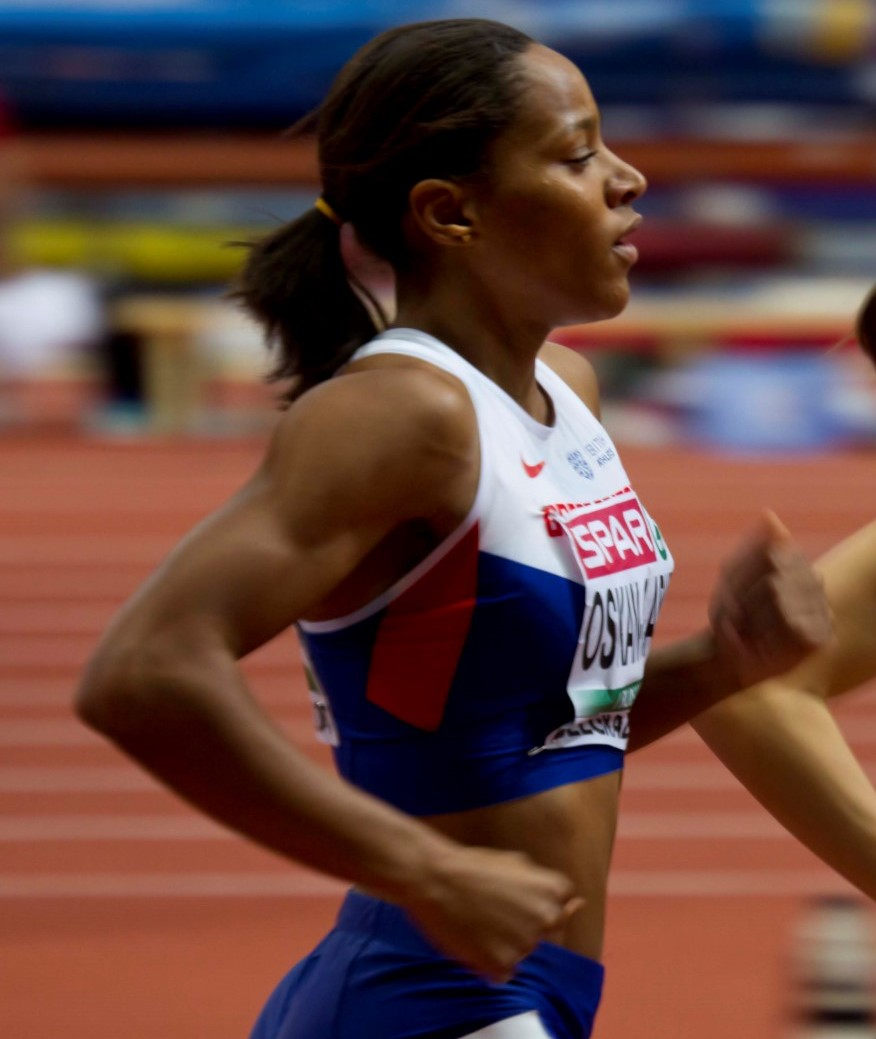
Shelayna Oskan-Clarke Rang acht in 2:10,89 min

### Lauf 3
28. September 2019, 19:35 Uhr Ortszeit (18:35 Uhr MESZ)
| Platz | Athletin            | Land       | Zeit (min) |
| ----- | ------------------- | ---------- | ---------- |
| 1     | Halimah Nakaayi     | Uganda     | 1:59,35 SB |
| 2     | Eunice Jepkoech Sum | Kenia      | 2:00,10    |
| 3     | Ce’Aira Brown       | USA        | 2:00,12    |
| 4     | Natoya Goule        | Jamaika    | 2:00,33    |
| 5     | Noélie Yarigo       | Benin      | 2:00,75    |
| 6     | Rénelle Lamote      | Frankreich | 2:02,86    |
| 7     | Anna Sabat          | Polen      | 2:04,00    |
| 8     | Morgan Mitchell     | Australien | 2:04,76    |

Im dritten Halbfinale ausgeschiedene Läuferinnen:

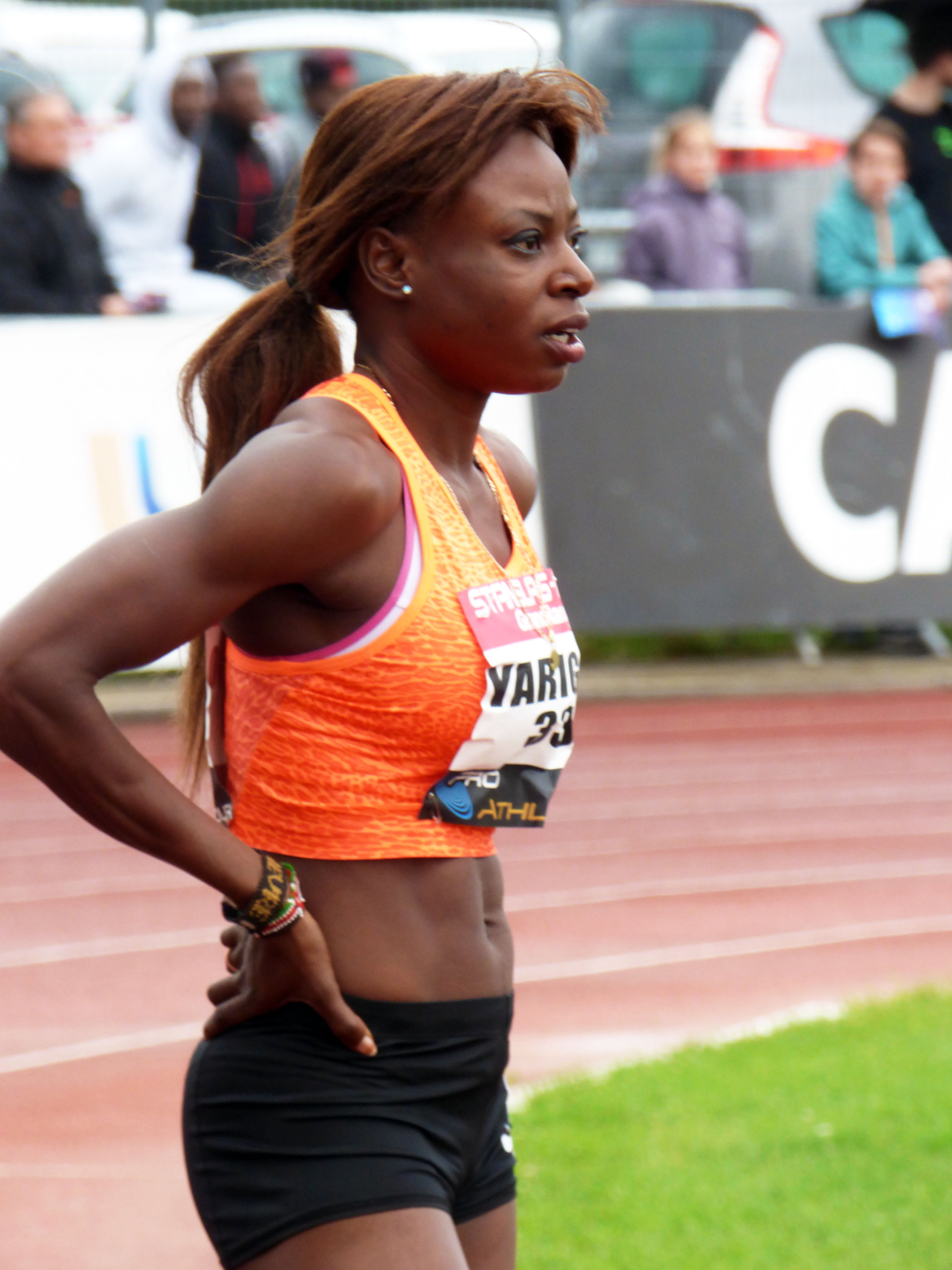
Noélie Yarigo Rang fünf in 2:00,33 min
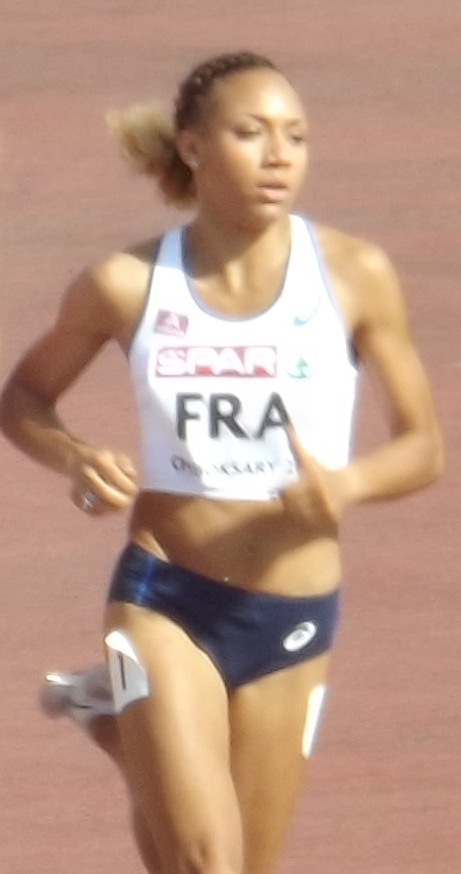
Rénelle Lamote Rang sechs in 2:02,86 min
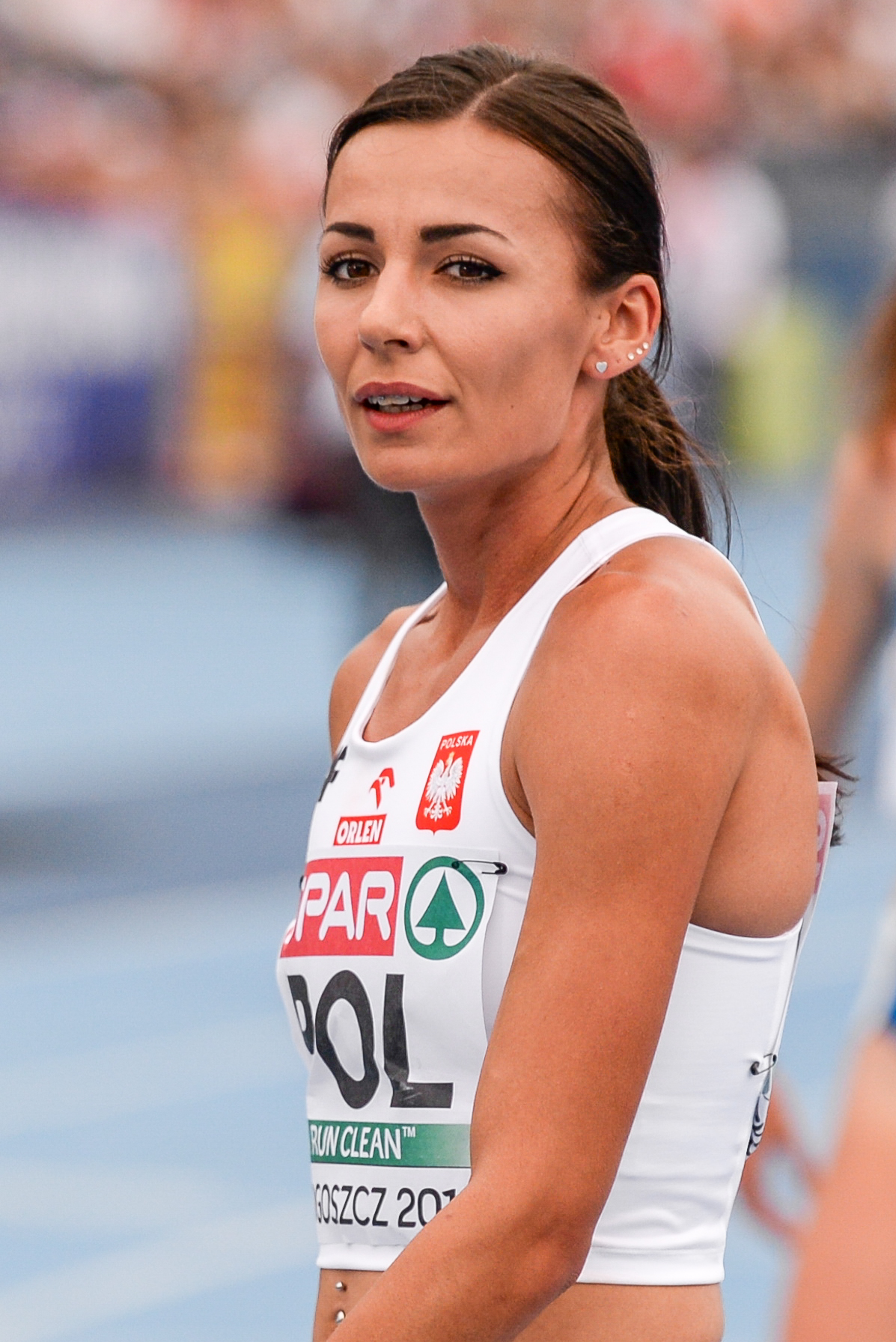
Anna Sabat Rang sieben in 2:04,00 min
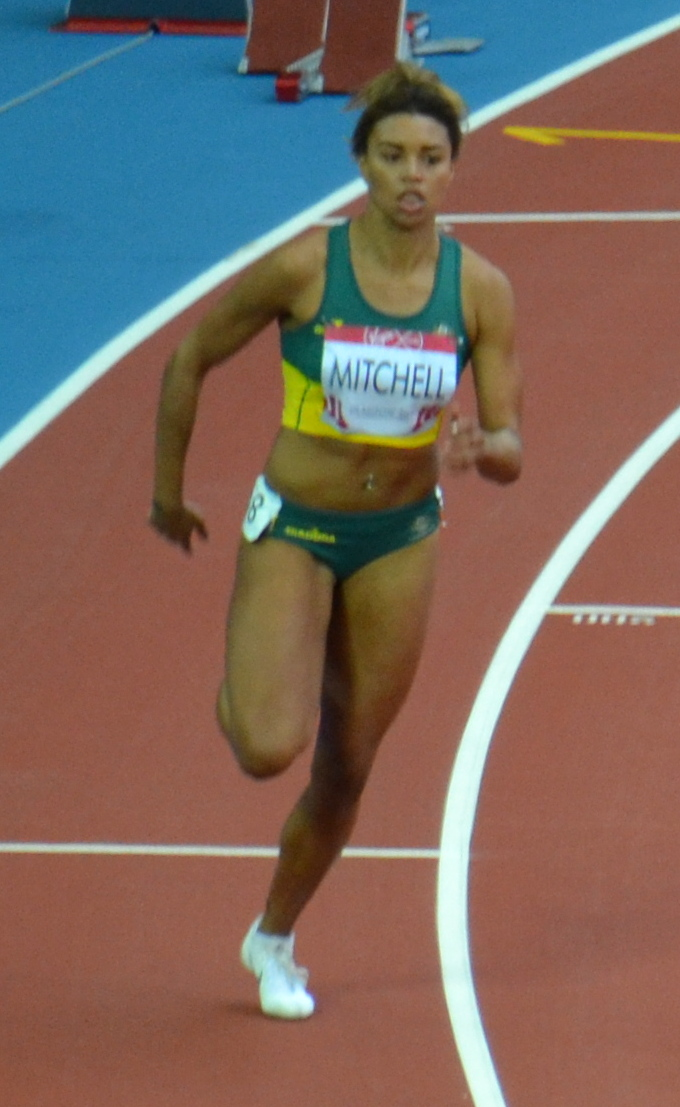
Morgan Mitchell Rang acht in 2:04,76 min

## Finale

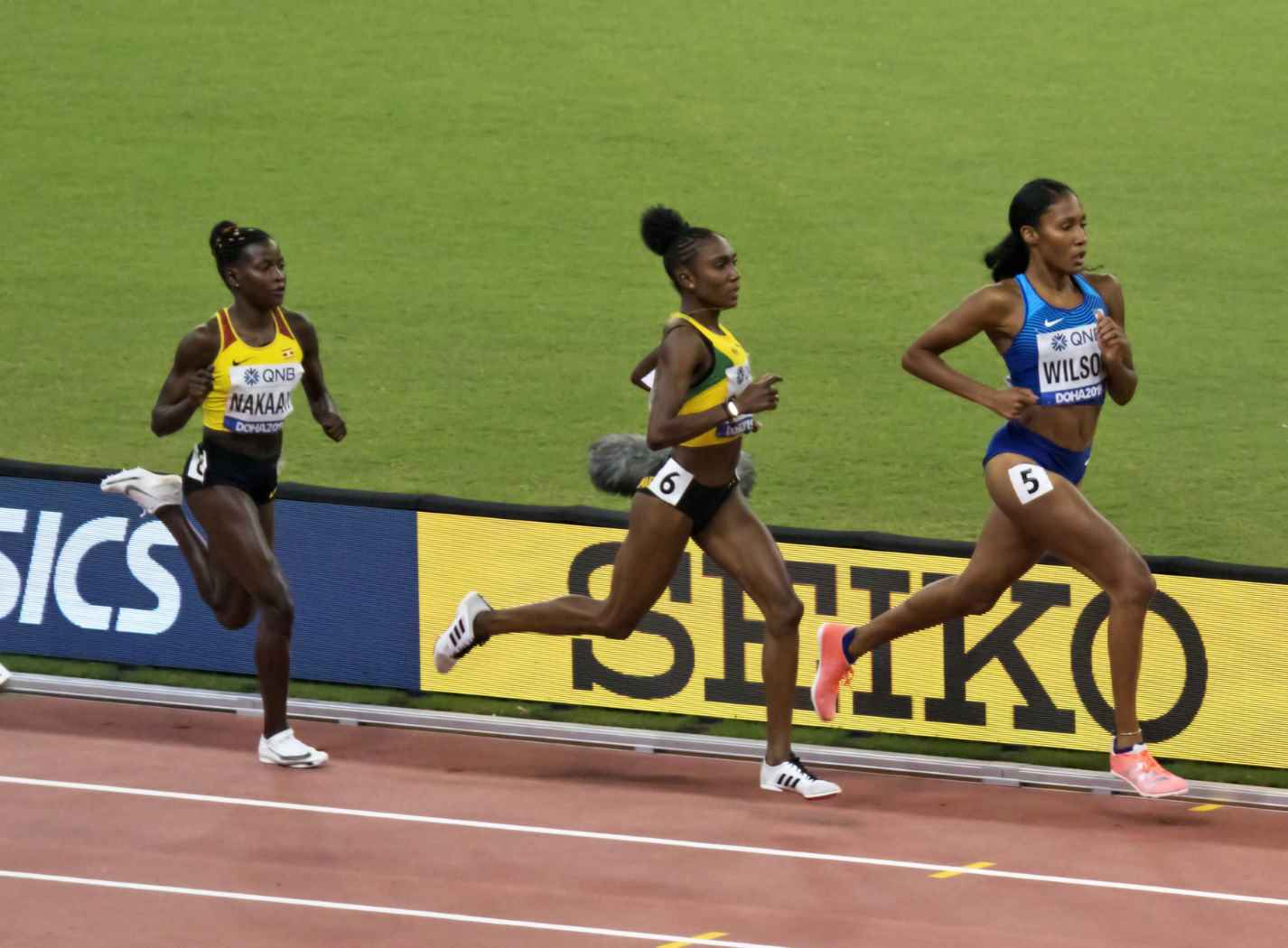
800-Meter-Finale (v. l. n. r.): Halimah Nakaayi, Natoya Goule, Ajeé Wilson

30. September 2019, 22:10 Uhr Ortszeit (21:10 Uhr MESZ)
| Platz | Athletin            | Land    | Zeit (min) |
| ----- | ------------------- | ------- | ---------- |
|       | Halimah Nakaayi     | Uganda  | 1:58,04 NR |
|       | Raevyn Rogers       | USA     | 1:58,18 SB |
|       | Ajeé Wilson         | USA     | 1:58,84    |
| 4     | Winnie Nanyondo     | Uganda  | 1:59,18    |
| 5     | Eunice Jepkoech Sum | Kenia   | 1:59,71    |
| 6     | Natoya Goule        | Jamaika | 2:00,11    |
| 7     | Rababe Arafi        | Marokko | 2:00,48    |
| 8     | Ce’Aira Brown       | USA     | 2:02,97    |

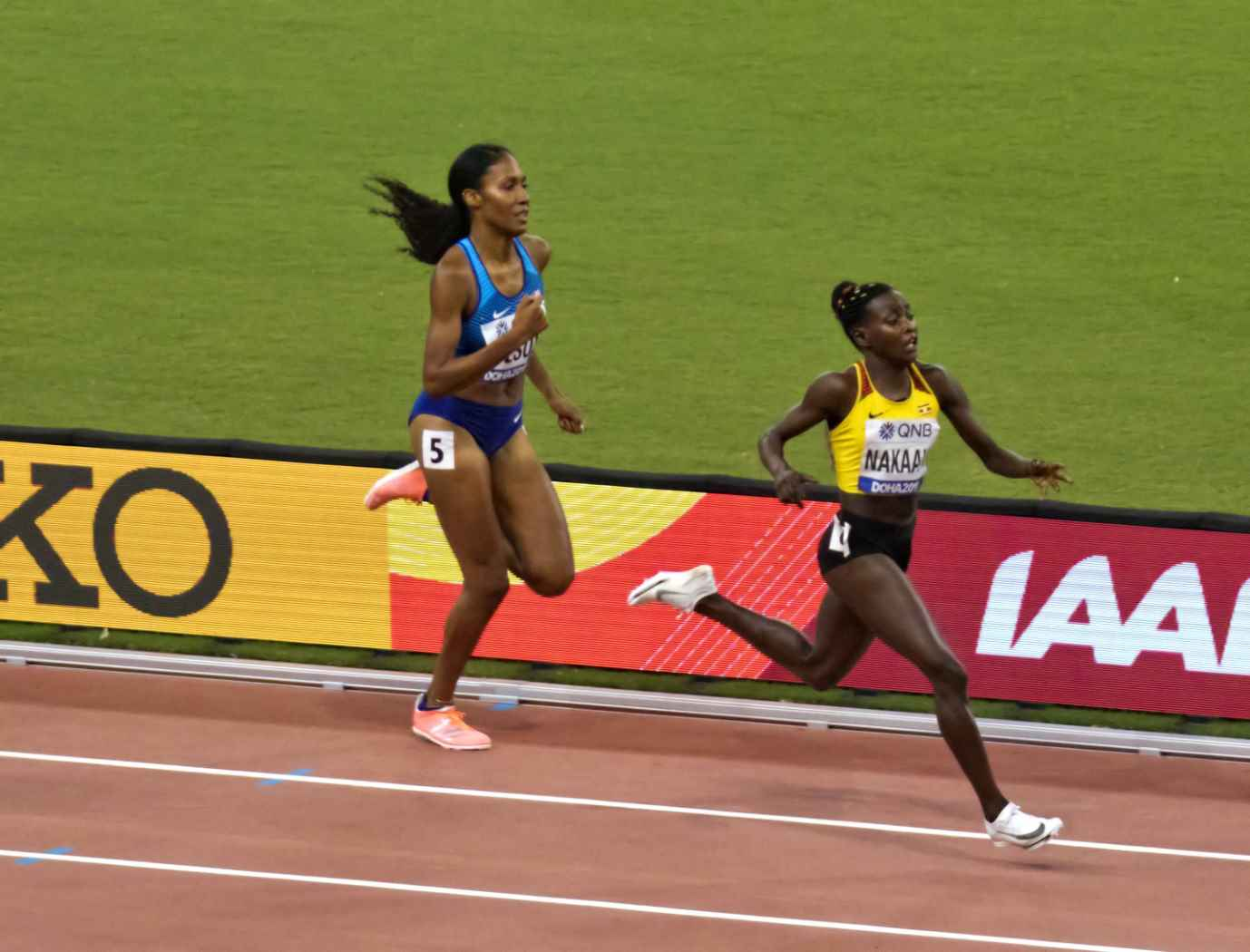
Die Zielgerade: Halimah Nakaayi auf dem Weg zum Sieg vor Raevyn Rogers
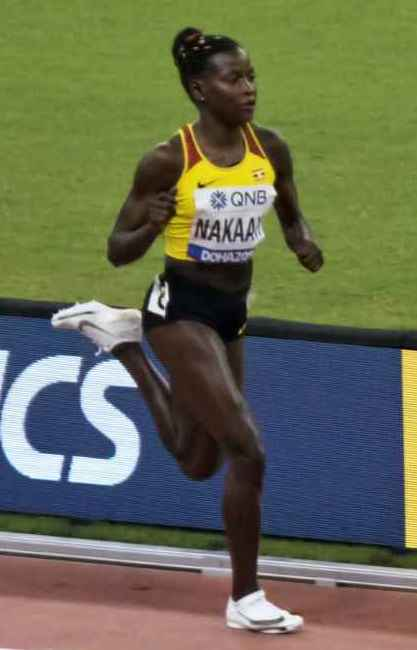
Weltmeisterin Halimah Nakaayi
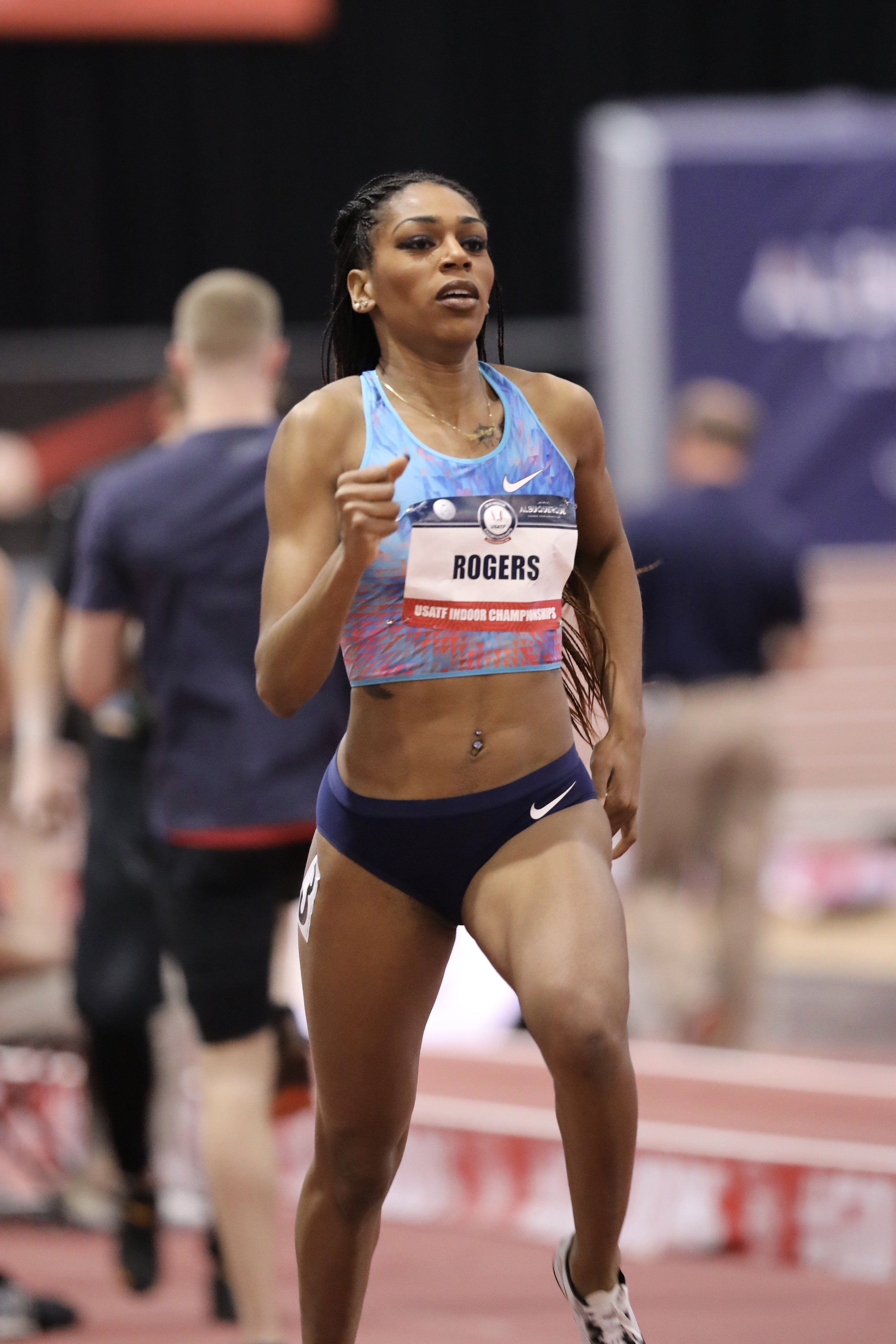
Vizeweltmeisterin Raevyn Rogers
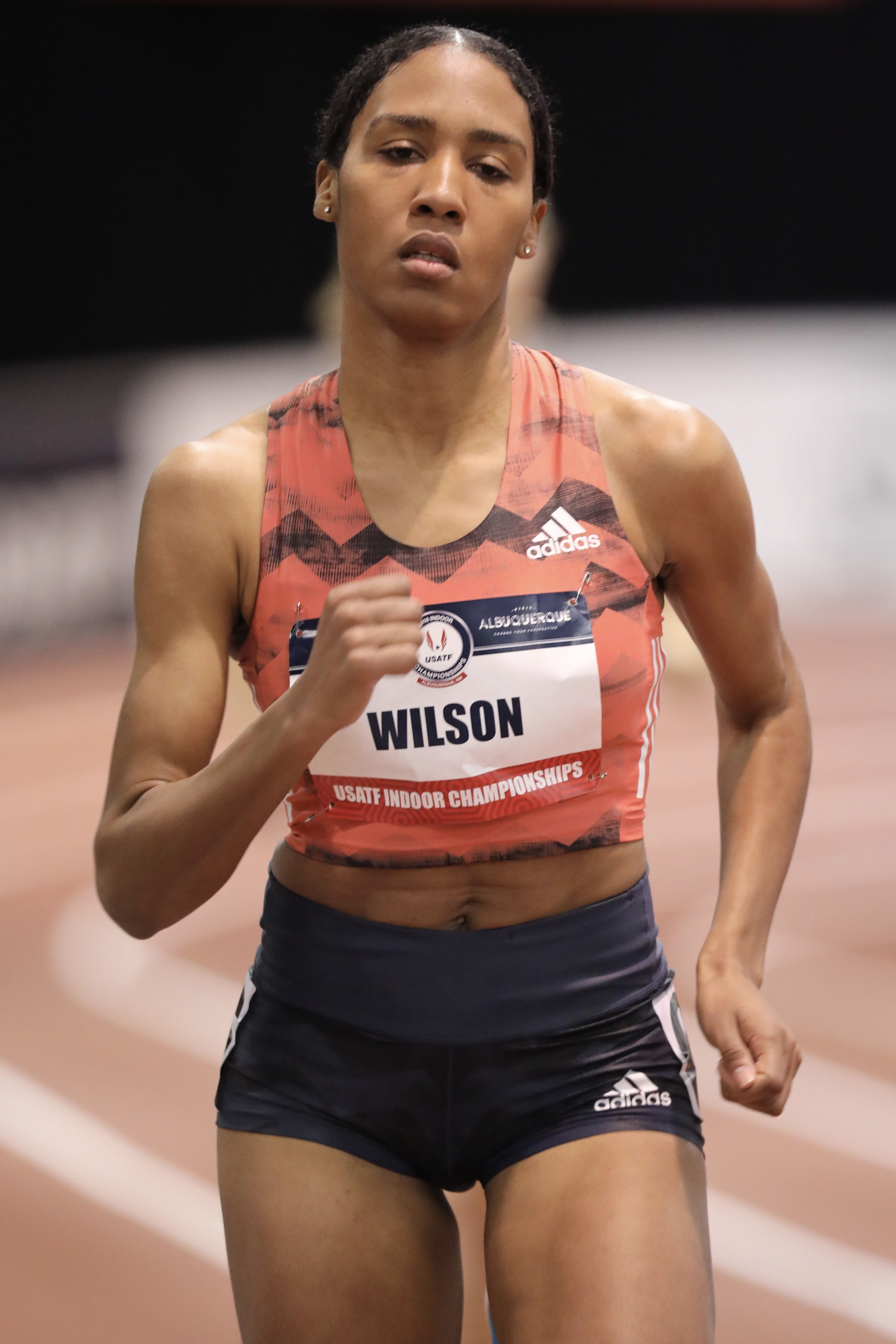
Bronzemedaillengewinnerin Ajee Wilson
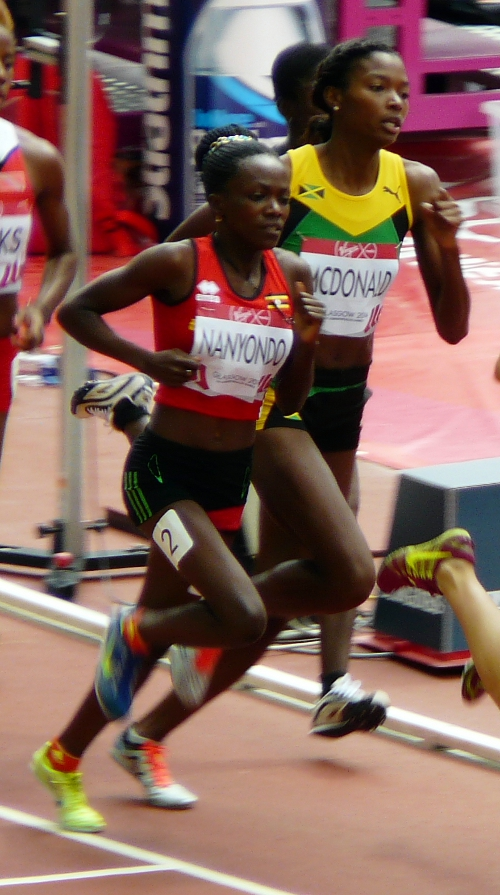
Rang vier für Winnie Nanyondo
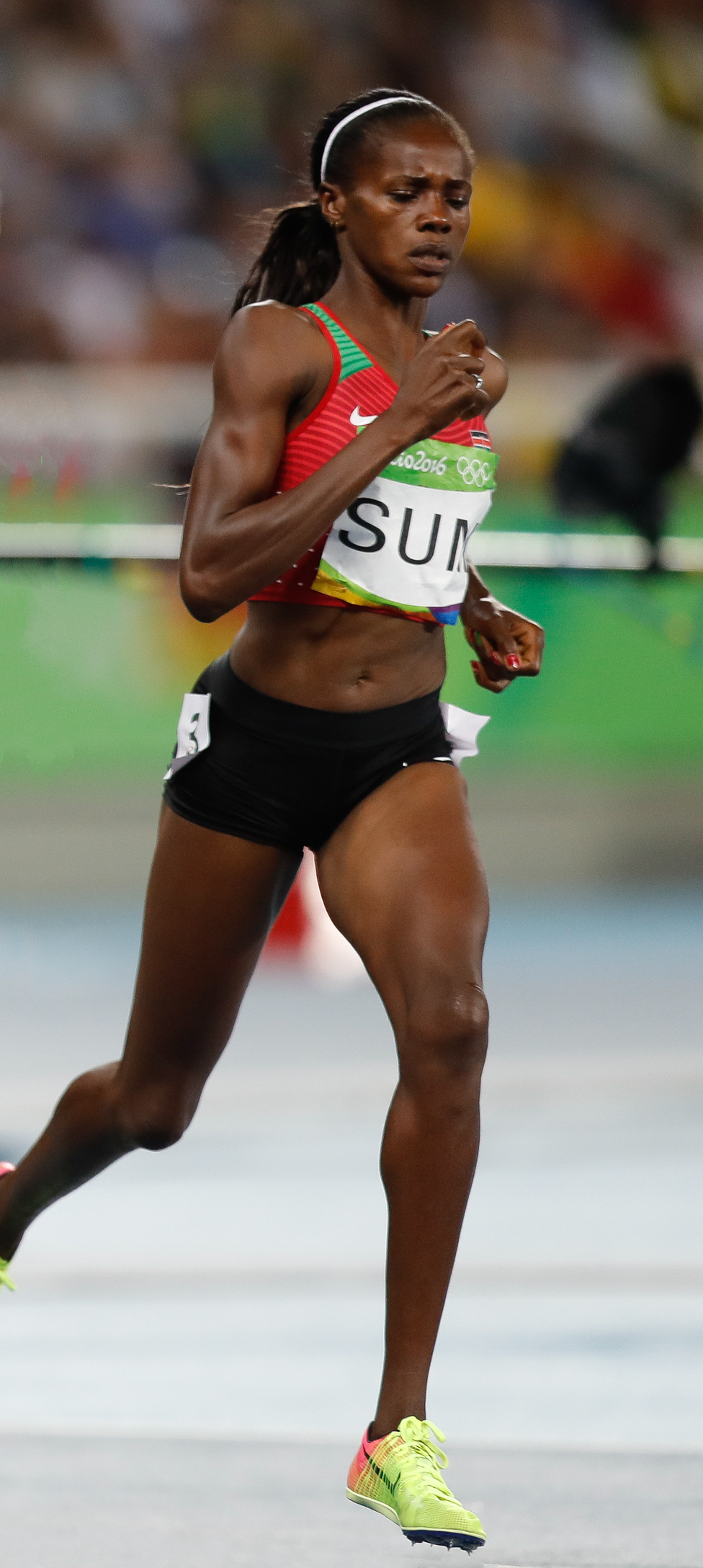
Eunice Jepkoech Sum erreichte Platz fünf
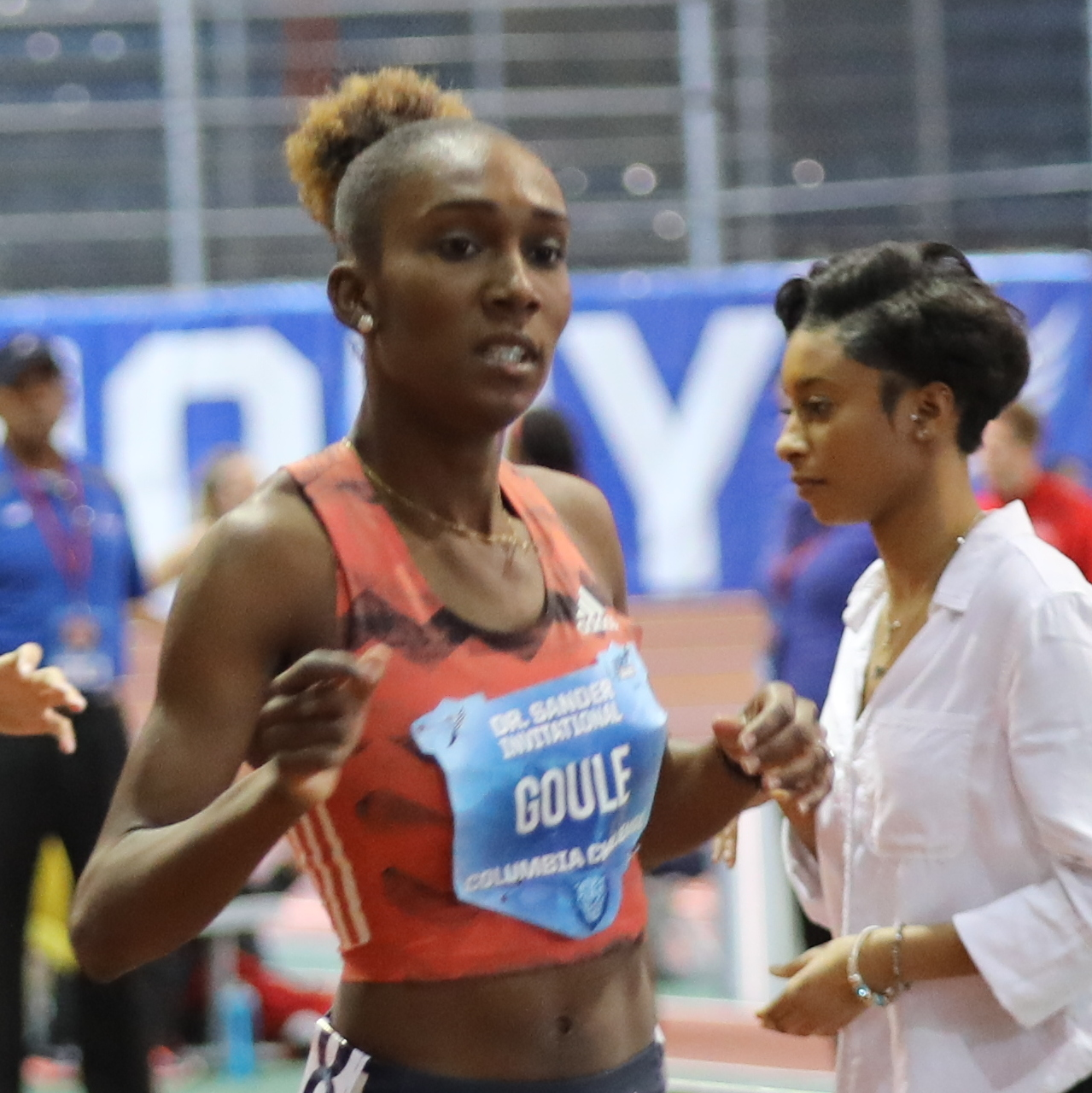
Natoya Goule wurde Sechste
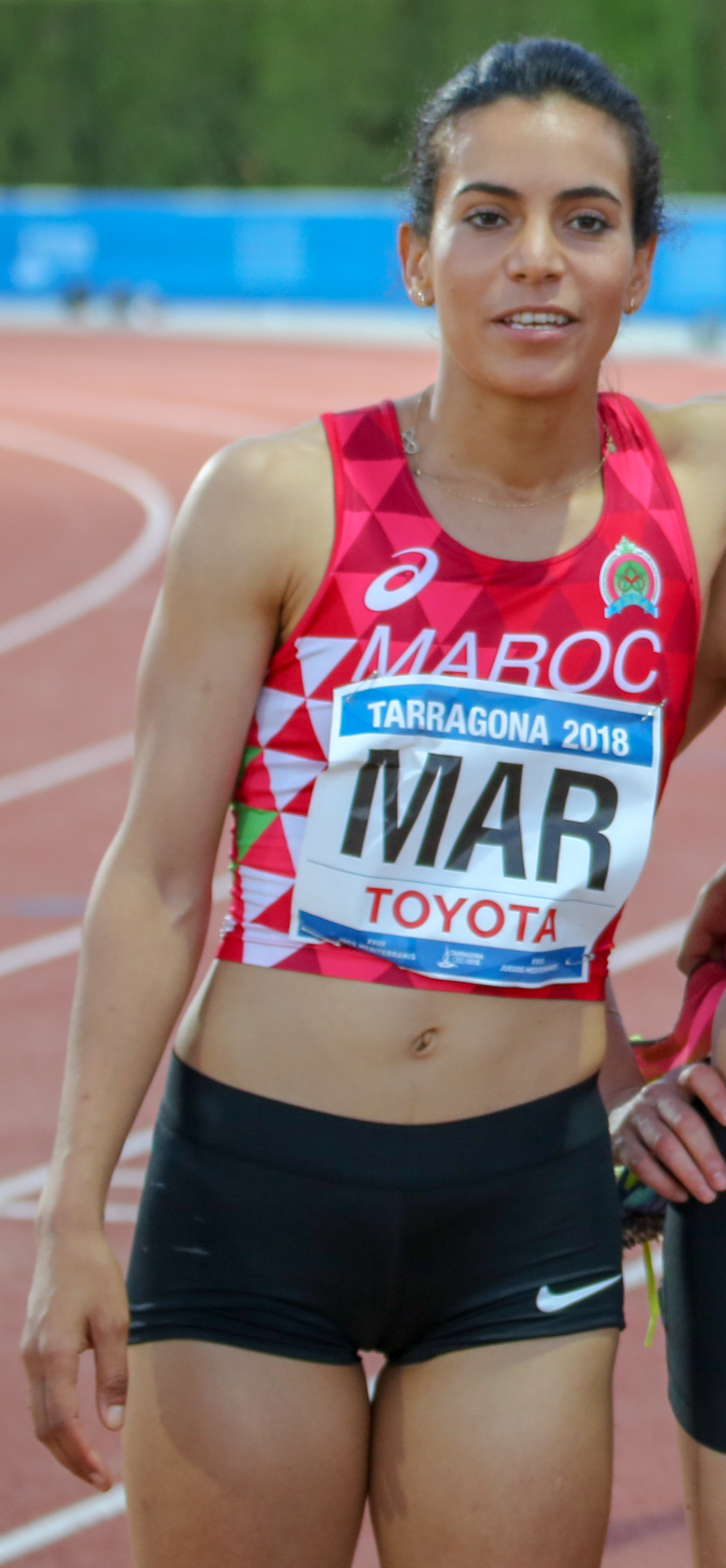
Rababe Arafi belegte Rang sieben
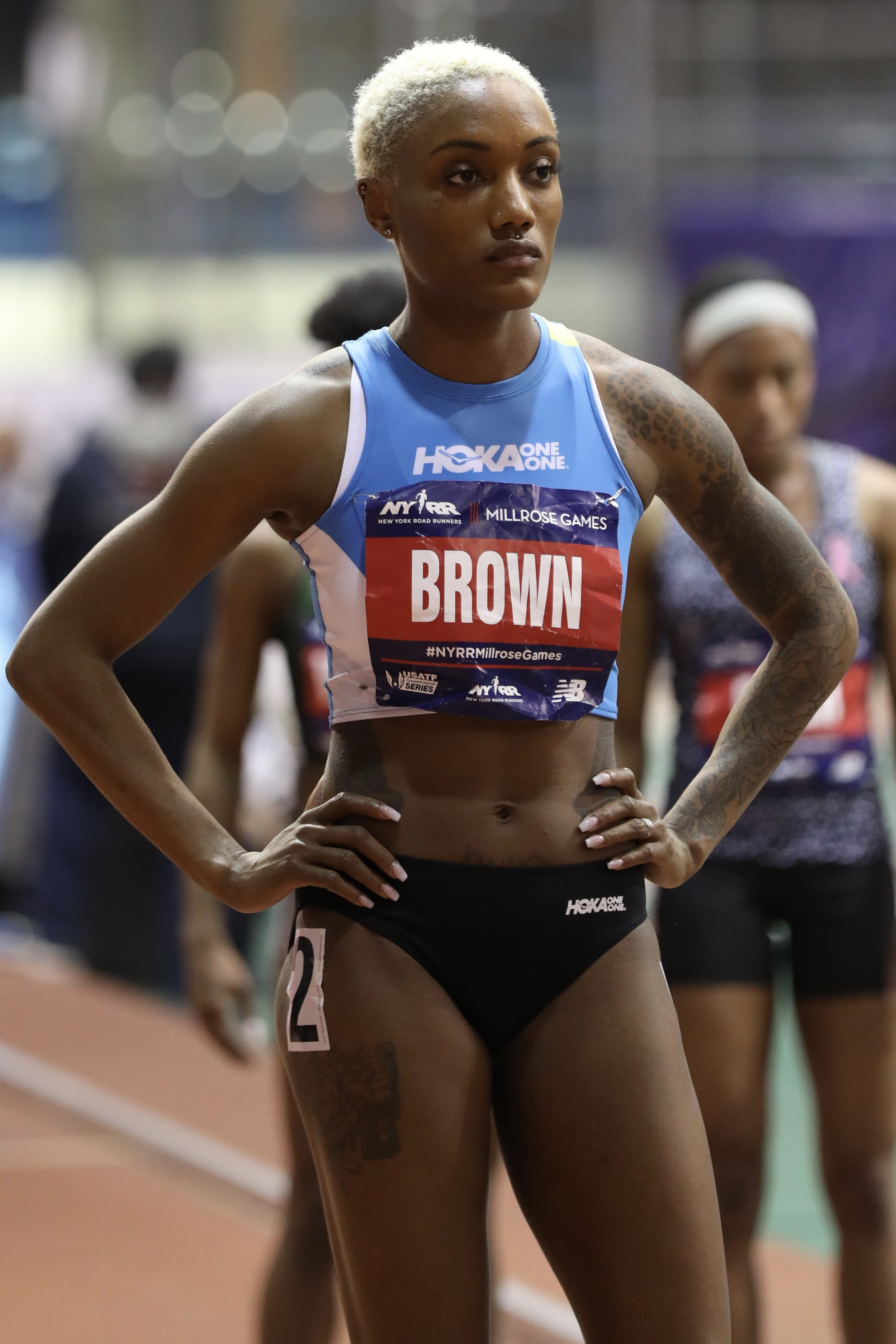
Die achtplatzierte Ce’Aira Brown

## Videolinks
- Women's 800m Final | World Athletics Championships Doha 2019, youtube.com, abgerufen am 20. März 2021
- Women's 800m Semi-Finals | World Athletics Championships Doha 2019, youtube.com, abgerufen am 20. März 2021